# Basilicata
La Basilicata (AFI: /baziliˈkata/) è una regione italiana a statuto ordinario dell'Italia meridionale, istituita nel 1948 e resa operativa nel 1970. Ha il suo capoluogo nella città di Potenza. Conta 527 850 abitanti. È detta anche Lucania, denominazione che fu ufficiale dal 1932 al 1947 oltre a identificare anticamente una regione dai confini differenti, che inglobava gran parte di quella odierna.
Confina a nord e a est con la Puglia, a nord e a ovest con la Campania, a sud con la Calabria, a sud-ovest è bagnata dal mar Tirreno (Golfo di Policastro) e a sud-est dal mar Ionio (Golfo di Taranto). È divisa in due province: Potenza e Matera, e comprende 131 comuni.

## Geografia fisica

### Territorio

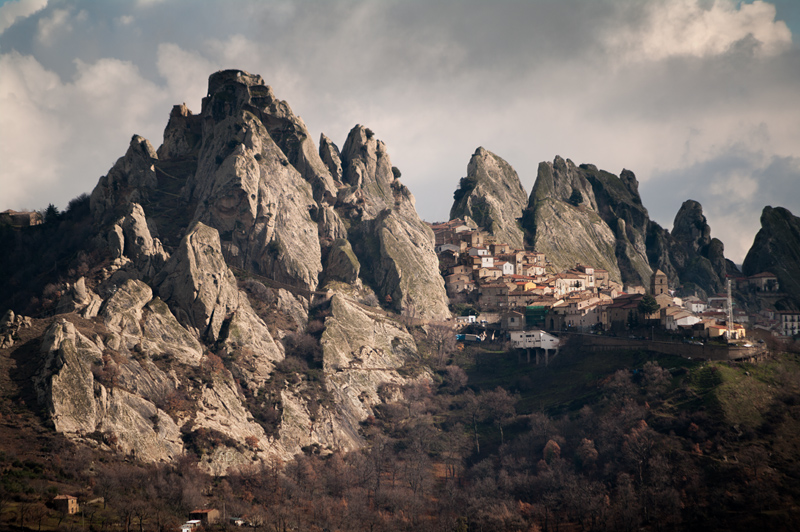
Dolomiti lucane e Pietrapertosa

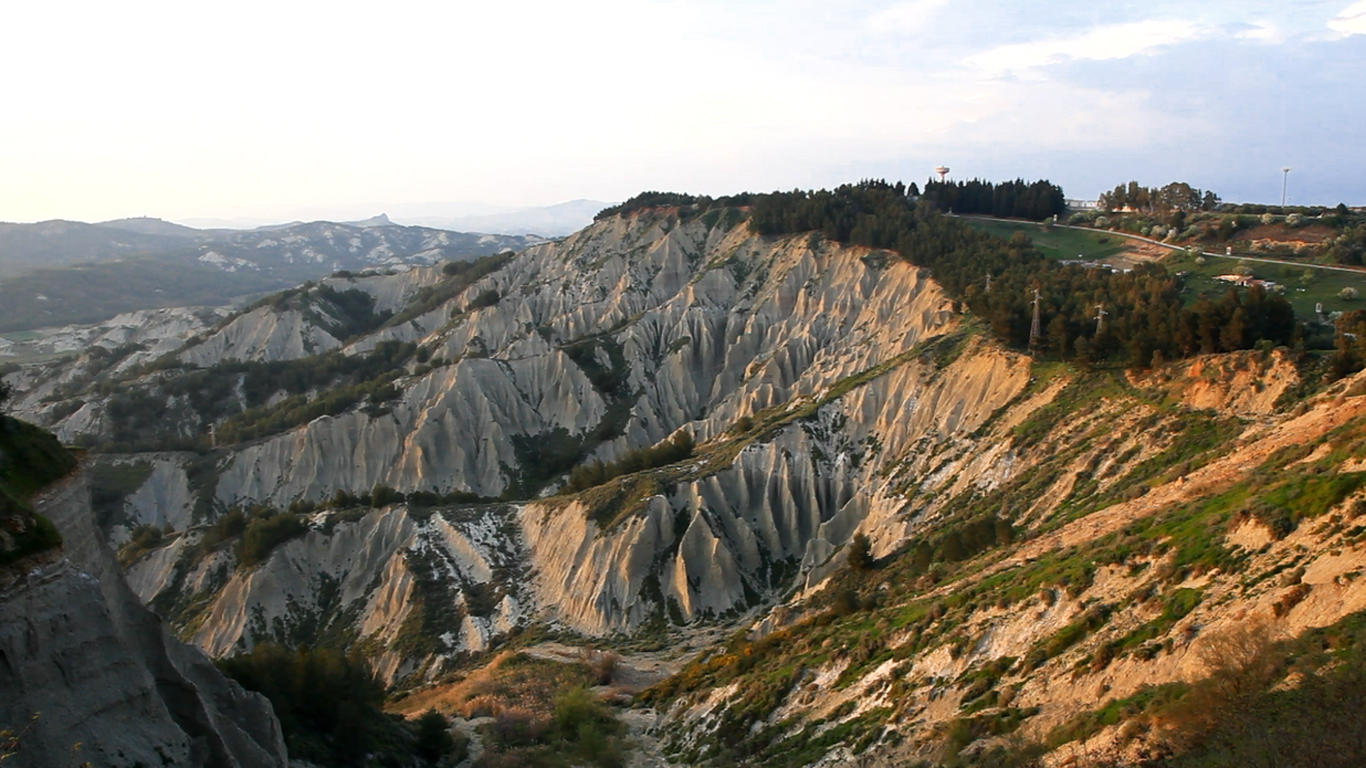
Vista dei calanchi, Montalbano Jonico

Il territorio della Basilicata è prevalentemente montuoso (47%) e collinare (45%) con un'esigua percentuale pianeggiante (8%). Possiede un'unica grande pianura: la Piana di Metaponto. I massicci del Pollino (Monte Pollino - 2.248 m) e del Sirino (Monte Papa - 2.005 m), il Monte Alpi (1.900 m), il Monte Raparo (1.764 m) e il complesso montuoso della Maddalena (Monte Volturino, 1.835 m) costituiscono i maggiori rilievi dell'Appennino lucano.
Nell'area nord-occidentale della regione è presente un vulcano non attivo, il monte Vulture. Le colline costituiscono il 45,13% del territorio e sono di tipo argilloso, soggette a fenomeni di erosione che danno luogo a frane e smottamenti. Le pianure occupano l'8% del territorio. La più estesa è la piana di Metaponto che occupa la parte meridionale della regione, lungo la costa ionica.
I fiumi lucani sono a carattere torrentizio e sono il Bradano, il Basento, l'Agri, il Sinni, il Cavone, il Noce e al confine con la Puglia e la Campania l'Ofanto. Inoltre sono presenti affluenti di notevole importanza fra cui il Sarmento che confluisce nel Sinni, il torrente Sauro nell'Agri, il Camastra affluente del Basento e i torrenti Basentello e Gravina di Matera e di Picciano del fiume Bradano. Tra i laghi, quelli di Monticchio hanno origini vulcaniche, mentre quelli del Pietra del Pertusillo, di San Giuliano, di Monte Cotugno e di Gannano sono stati costruiti artificialmente per usi potabili e irrigui. Artificiale è anche il lago Camastra le cui acque vengono potabilizzate. Le coste del litorale ionico sono basse e sabbiose mentre quelle del litorale tirrenico sono alte e rocciose (Golfo di Policastro).
La Basilicata ha una grande diversità ambientale ed è suddivisa in sei sotto-zone diverse:
- Vulture-Melfese a nord-est con caratteristiche di altopiani per lo più seminati a grano, mentre nella zona del Vulture abbiamo alternanza di boschi e viti;
- Potentino/Dolomiti lucane a nord-ovest con una prevalenza di boschi e montagne con un'altezza media di 1.200-1.500 metri;
- Massiccio del Pollino/Monte Sirino a sud-ovest, che rappresentano le vere montagne lucane con altitudini anche superiori ai 2.000 metri e una forte presenza di foreste e boschi;
- Val d'Agri al centro-ovest, un altopiano che parte dai 600 m s.l.m. e segue il corso del fiume Agri fino a convergere nella piana di Metaponto;
- Collina materana al centro-est che presenta collina e alta collina con una grande presenza di argille brulle e calanchi;
- Metapontino a sud-sud-est che è una vasta pianura alluvionale dove si pratica un'agricoltura intensiva di tipo industriale e una tipologia di costa di tipo bassa e sabbiosa.

Queste diversità si enunciano sia a livello faunistico, sia a quello floristico e infine a quello climatico.

### Geologia
L'intera area della Basilicata è considerata a rischio sismico moderato o elevato, specie in corrispondenza dell'entroterra e dei rilievi dell'Appennino lucano, sia a nord verso il confine con la Campania sia a sud verso il confine con la Calabria. Relativamente minore è il rischio sismico sulle coste e nelle zone pianeggianti. Il più grave terremoto mai registrato in Basilicata, nonché uno dei più gravi nella storia della penisola, avvenne nel 1857, con epicentro Montemurro, e provocò circa 11.000 vittime.

### Clima
Il clima della Basilicata cambia di zona in zona; infatti una caratteristica rilevante è che la Regione è esposta a due mari, Tirreno e Ionio. La parte orientale della regione (non avendo la protezione della catena appenninica) risente dell'influsso del mar Adriatico, a cui va aggiunta l'orografia del territorio e l'altitudine irregolare delle montagne.
Ma nonostante la diversità, il clima della regione può essere definito continentale, con caratteri mediterranei solo nelle aree costiere. Infatti se ci si addentra già di qualche chilometro nell'interno, soprattutto in inverno, la mitezza viene subito sostituita da un clima rigido e umido.
Presenta quattro aree climatiche rispettivamente suddivise in questo modo:
- Pianura ionica del Metapontino, dove a inverni miti e piovosi si alternano estati calde e secche, ma abbastanza ventilate.
- Costa tirrenica. Qui si riscontrano le stesse affinità con il clima dell'area ionica, con la sola differenza che in inverno la temperatura è leggermente più elevata e in estate è leggermente più fresca e l'umidità è molto accentuata.
- Collina materana, dove i caratteri climatici mediterranei si attenuano notevolmente andando verso l'interno: già a partire dai 300-400 metri gli inverni divengono freddi e nebbiosi, e la neve può fare la sua comparsa diverse volte all'anno da novembre a marzo inoltrato. Anche qui le estati sono calde e secche, con escursioni termiche giornaliere abbastanza elevate.
- Montagna appenninica, che corrisponde quasi alla metà del territorio regionale. Qui gli inverni risultano molto freddi, con temperature che possono arrivare anche a -15 °C,[16] soprattutto oltre i 1 000 metri di quota, dove la neve al suolo rimane fino a metà primavera, ma può rimanere fino alla fine di maggio sui rilievi maggiori. A Potenza, capoluogo regionale posto a 819 metri s.l.m., l'inverno può essere molto nevoso, e le temperature possono scendere anche di molti gradi sotto lo zero, risultando tra le città più fredde d'Italia.[16] Le estati sono moderatamente calde, anche se le temperature notturne possono essere molto fresche. I venti più frequenti provengono in prevalenza dai quadranti occidentali e meridionali.

### Ambiente

#### Aree protette
La regione Basilicata ospita nel suo territorio undici aree protette, di cui due parchi nazionali e tre regionali:
- il Pollino, diviso tra Basilicata e Calabria; il parco nazionale più esteso d'Italia, inserito nella lista dei geoparchi mondiali UNESCO[17]
- il Val d'Agri
- tre parchi regionali (parco regionale di Gallipoli Cognato Piccole Dolomiti Lucane, parco naturale regionale del Vulture e parco della Murgia Materana)
- sette riserve naturali regionali e otto riserve statali.

Le zone sottoposte a protezione occupano circa il 30% dell'intera superficie regionale.

### Flora
Il nord della regione alterna ampie radure con sporadiche piante di nocciolo, cratego e rosa selvatica ad aree agricole spoglie e ai boschi che sono costituiti essenzialmente da alberi di castagno, cerro, farnetto, rovere meridionale, molto rara la presenza del tiglio nostrale della sottospecie meridionale e faggio, accompagnati da specie arboree più mediterranee ed arbustive quali la roverella, l'acero campestre, l'acero minore, l'acero napoletano, agrifoglio, pero selvatico, il carpino orientale, il carpino bianco, pioppo nero, pioppo bianco, varie specie di salici, che si alternano a seconda dell'altitudine favorevole solo al di sopra dei 600/700 metri come sul Vulture. Sull'Appenino lucano e nella Val d'Agri la biodiversità è complessa in quanto l'area passa dai 300 ai 2000 metri d'altitudine mostrando eterogeneità ecologica. La fascia fitoclimatica montana che si colloca dai 1.000 ai 1.800 m è quella in cui ricadono le faggete dei Monti Maruggio, Arioso e Pierfaone, presenti anche Aceri: Acero di Lobel, l’Acer Opalus e l’Acero Campestre nonché la Carpinella. 

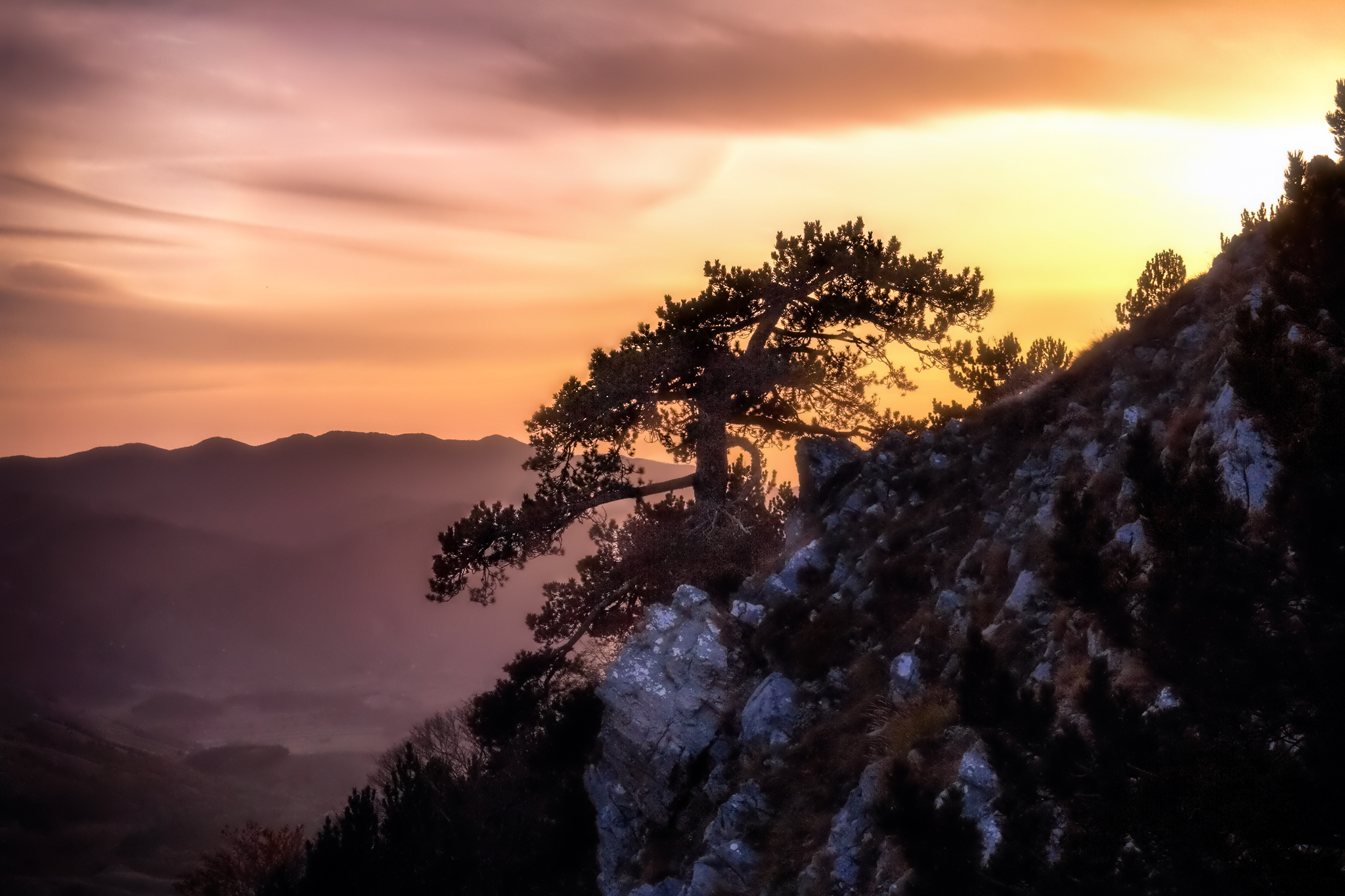
Pino Loricato a Terranova del Pollino

Nell'area del bosco di Rifreddo prevale invece il faggio e, ad altitudini meno superiori, boschi di cerro, farnetto e rovere meridionali. Non sono rari i boschi eliofili dove si ammirano il carpino orientale, il carpino nero, il nocciolo e l'acero opalo subspecies neapolitanum. Tra le erbacee sono presenti tipicamente nelle aree appenniniche e nelle valli: Veronica officinalis, Anemone apennina, Scilla bifolia, Atropa belladonna e Allium ursinum, nei valloni più freschi e fertili si presentano in estese coltri vegetali insieme a Sambucus nigra e Galantus nivalis. Scendendo al di sotto dei 1000 metri, continua ad essere frequente la ginestra comune, come in tutta la regione. L'area del Pollino presenta, oltre al bosco e al sottobosco tipici dell'Appennino, dei fondi sabbiosi e rocciosi, dove si evidenzia una vegetazione bassa e rada denominata "gariga", costituita da specie, talvolta aromatiche, come cisto, timo e camedrio arboreo; in altri casi predomina la "steppa mediterranea" con graminacee perenni con alcuni esemplari di ginepro fino ai 900 m di quota, grazie a condizioni microclimatiche determinate dalla capacità della roccia di accumulare calore.
Le specie endemiche più rappresentative sono l'ontano napoletano e il pino loricato, emblema del Parco del Pollino, che svetta imponente, sino a 2200 metri, in gruppi o isolato. La corteccia ricorda la lorica dei soldati romani, da qui il nome, impiegato in passato per costruzione di mobili e imbarcazioni. Il pino loricato è, oggi, una specie protetta. Si trovano nell'area, lungo le praterie: millefoglio montano, genziana maggiore, asfodelo montano, narciso selvatico, zafferano maggiore, ranuncolo lanuto, e varie specie di Orchidaceae quali Orchis mascula e Dactiylorhiza latiifoglia. Nell'area marina della costa di Maratea è diffuso il finocchio marino, sono presenti anche il limonio salernitano e sulle spiagge alcuni esemplari del papavero giallo delle sabbie detto anche papavero cornuto. Più in alto: il fiordaliso delle scogliere, il garofano rupicolo, la cineraria marittima e la campanula napoletana. Esclusiva dell'area del Golfo di Policastro è la rara Primula palinuri, questa specie protetta di antiche origini è paleoendemica ed è sopravvissuta a diverse ere geologiche. Dominano il paesaggio la tagliamani e l'euforbia. Nel Materano la flora è lievemente più omogenea nell'area della murgia, dove le specie endemiche sono circa 36, quelle rare 60. Nel materano sono sporadici i boschi, ma si trovano specie di alberi e arbusti tipicamente mediterranei come: la roverella, il fragno, quercia spinosa nella varietà calliprinos il carrubo e il leccio, il ginepro, il lentisco, la ginestra, e specie della "gariga" come il cisto, il pungitopo, il timo spinoso, la ferula e l’asfodelo. Numerosi sono i fiori come la vedovella dei prati, la campanula pugliese, l’eliantemo ionico, il convolvolo, il lino di Tommasini, lo zafferano di Thomas e l’ofris matheolana una piccola e rara orchidea endemica. Tipica dell'area dei calanchi, spoglia arida ed argillosa, è l'alimo, specie adatta ad ambienti desertificati.

### Fauna

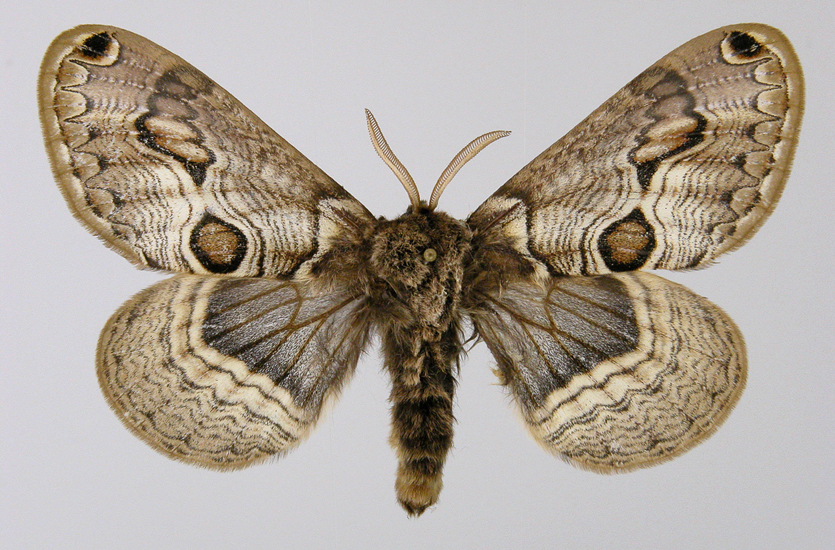
Bramea, lepidottero autoctono della regione e del Vulture in particolare

Una delle specie faunistiche più rilevanti è il lupo, che trova dimora in particolar modo nel Pollino, nel Potentino e nel Lagonegrese. Sono presenti inoltre volpe, capriolo, cinghiale, gatto selvatico, lontra, donnola, puzzola, faina, martora, tasso, driomio e istrice.Tra i pesci è da menzionare l'alborella del Vulture, scoperta nel 1838 dai botanici Giovanni Gussone e Michele Tenore durante un'escursione presso i laghi di Monticchio. Altre specie ittiche maggiormente diffuse sono trota, carpa, cavedano, rovella, anguilla, gambero d'acqua dolce e granchio di fiume. Tra gli anfibi non è raro trovare la rana italica, tritone italiano, salamandra dagli occhiali, mentre tra i rettili si segnalano testuggine palustre, tartaruga caretta, biacco, cervone, biscia dal collare, geco di Kotschy e il drago di Santo Janni, una lucertola endemica dell'Isola Santo Ianni, vicino la costa di Maratea.
L'avifauna è rappresentata soprattutto dai rapaci, come l'aquila reale, che nidifica sulle pareti dell'Appennino meridionale. Altre specie sono gheppio, poiana, falco pecchiaiolo, grillaio, astore, sparviero, nibbio reale e falco pellegrino. Vi sono anche rari esemplari di cicogna nera, presenti su Pollino e Dolomiti lucane. In prossimità delle aree idriche si possono ammirare folaga, germano reale, airone cenerino, falco di palude, cavaliere d'Italia, cormorano e gru. La riserva regionale Lago piccolo di Monticchio tutela la bramea, una specie di farfalla notturna scoperta nel 1963 sul monte Vulture dall'entomologo Federico Hartig.

## Origine dei nomi della regione
L'origine del nome Basilicata  ha diverse ipotesi:
- il termine Basilikos in greco vuol dire "funzionario del re" e deriva dalla parola greca Basileus, denominazione del monarca e dunque degli imperatori bizantini detti appunto Basileus e Basilissa dei Romei (Re e Regina dei Romani); tuttavia sembra che non siano mai esistiti funzionari bizantini chiamati Basilici alle dipendenze degli imperatori, infatti le suddivisioni del regno denominate thema, erano circoscrizioni governate dai generali, e la provincia civile-militare in questione era denominata Lucania anche in epoca bizantina. La cronologia delle fonti (orale)[non chiaro] dimostra che il termine si rinviene per la prima volta nel Catalogo dei baroni normanni del 1154, quindi indicherebbe a posteriori una dipendenza della regione dell'Impero romano d'Oriente, dato che questa era ormai occupata dai normanni già dal 1150.[26][27] Documentalmente, invece, l'uso del coronimo è ancora più tardo, perché risalente all'epoca sveva, come si evince dal decreto istitutivo.[senza fonte]
- un'altra tesi fa derivare il nome dalla basilica di Acerenza, il cui vescovo aveva la giurisdizione sull'intero territorio.[senza fonte]

Lucania (unitamente all'etnonimo Lucani) ha invece diverse radici filologiche:
- la prima è leucos, parola greca trasmessa al latino che significa «bianco», «lucente»; infatti una leggenda vuole che il nome fosse dato da un popolo diretto verso Sud, una volta giunto in una terra dalla quale si vedeva sorgere il Sole, e che il nome Lucania indicasse quindi "Terra della Luce";
- possibile è l'origine da lucus, cioè "bosco sacro";
- accreditata è anche l'ipotesi di origine dal greco lycos, ossia "lupo"; se così fosse l'etimologia sarebbe del tutto analoga a quella della tribù degli Hirpini (stanziata immediatamente a nord dei Lucani), il cui etnonimo deriva dall'osco hirpos che significava ugualmente "lupo".[28]

Benché lo statuto regionale preveda, esclusivamente, l'uso del vocabolo lucani per identificare i suoi abitanti, vi è anche una certa diffusione dell'etnico basilicatesi, soprattutto tra XIX e inizi XX secolo. Studiosi locali come Giustino Fortunato, Giacomo Racioppi, Tommaso Claps e Giuseppe Gattini, come altri eruditi quali Benedetto Croce e Angelo De Gubernatis, ricorrevano all'uso del termine. Fu Racioppi a proporne l'uso assieme a basilicaioti e basilicani, benché questi ultimi non abbiano mai trovato spazio nel linguaggio comune. Più raro l'appellativo basilisco, citato nel Deonomasticon Italicum di Wolfgang Schweickard (in cui vengono elencate altre varianti come basilicatense e basilicatino, oltre al suddetto basilicatese) che circolò nei primi decenni del 1900, talvolta con accezione negativa, soprattutto da parte di stampa e avversari politici nei confronti di personalità come Francesco Ciccotti, rivale ed ex collega di Mussolini ai tempi del Partito Socialista, e Francesco Saverio Nitti, in carica come primo ministro del regno italiano.
La questione della denominazione territoriale era già dibattuta agli inizi del XIX secolo. Nel 1820, fu avanzata nel parlamento delle Due Sicilie la proposta di rinominare la province di Basilicata e Principato Citra (i cui territori corrispondevano grossomodo all'antica Lucania), con gli appellativi di Lucania Orientale e Lucania Occidentale. Il dibattito s'intensificò all'indomani dell'unità d'Italia. Michele Lacava fu uno dei maggiori promotori del ripristino di 'Lucania', che considerava «splendido e nazionale», al contrario di Basilicata che riteneva «estranio ed oscuro», entrando in contrasto con Racioppi che difendeva il nome attuale. Lacava considerò 'Basilicata' un nome imposto «in onore di Basilio II, imperatore Bizantino, despota feroce ed ippocrita» e riferì come Lucania fosse ancora vivo nella memoria degli abitanti a distanza di secoli. Fortunato, strenuo sostenitore del toponimo 'Basilicata', ritenne 'Lucania' un ricordo del passato, rimarcando come i confini delle due regioni fossero differenti, ed ebbe a dire: «nato basilicatese, basilicatese – e non lucano – spero morire». Durante il periodo fascista il territorio regionale riprese il nome Lucania, ma con la nascita della Repubblica tornò a chiamarsi Basilicata. Carlo Levi, che ivi soggiornò in epoca fascista e repubblicana, testimoniò che i contadini con cui ebbe contatti privilegiavano, in gran parte, il nome Lucania ed erano più inclini a presentarsi come lucani. Il dibattito sull'identificazione della regione e dei residenti persiste tuttora.

## Regione storica della Lucania
(Strabone, storico del I secolo a.C. - Geografia, VI, 1, 4)

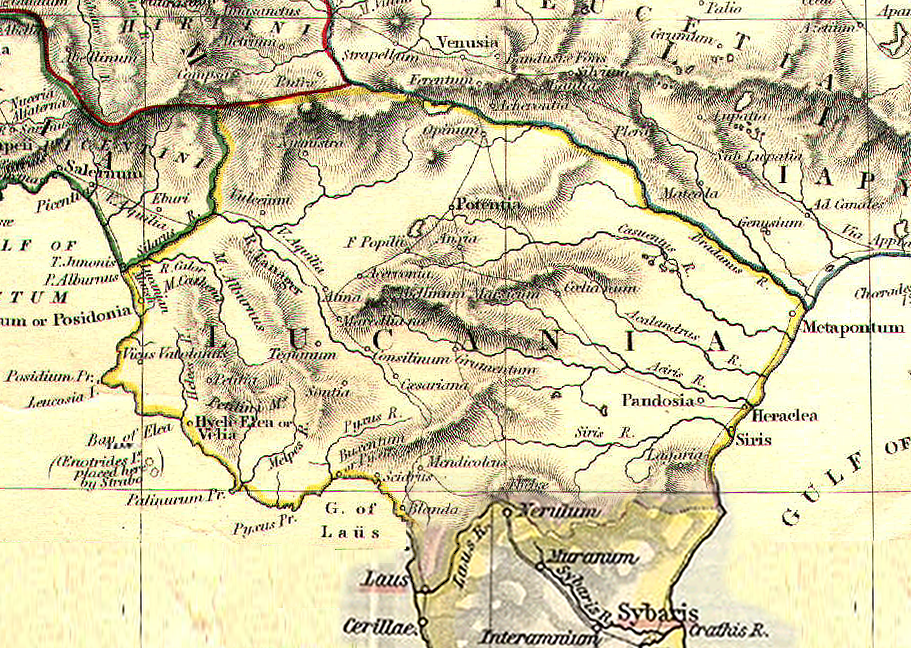
La regione storica della Lucania

La Lucania antica era ben più vasta dell'odierna Basilicata; oltre a questa infatti comprendeva vasti territori appartenenti oggi ad altre due regioni: alla Campania (Cilento e Vallo di Diano nel Salernitano) e alla Calabria (arrivava a Sibari, Turi, e al fiume Lao, nel Cosentino). Non comprendeva però le terre a est del fiume Bradano, quindi la stessa Matera, né l'area più settentrionale del Vulture, la cui principale città era Venusia, all'epoca dei Dauni. Tali confini geografici riflettono la situazione posteriore alla scissione fra Bruzi (antichi abitanti della Calabria) e Lucani avvenuta nel 356 a.C. con il confine fra le due regioni nell'istmo tra Turi e Cirella (Piccola Lucania). Prima di questa data, le fonti dal V secolo in poi si riferivano a una vasta area, chiamata convenzionalmente dai moderni Grande Lucania, che si spingeva fino allo stretto di Messina ed era abitata da genti di ceppo italico. I suddetti confini nord-orientali della Lucania furono poi mantenuti nell'istituzione delle regioni augustee, avvenuta intorno al 7 d.C.: le terre dei Lucani (al di qua del Bradano) entrarono a far parte della Regio III Lucania et Bruttii, mentre Matera e il Vulture della Regio II Apulia et Calabria.

## Storia

### Dalla preistoria al Medioevo
Il sito archeologico di Notarchirico ha restituito reperti paleolitici faunistici e litici, oltre ad un fossile di femore di un adolescente della specie Homo heidelbergensis vissuto intorno a 630 000 anni dal presente, classificati come appartenenti alla cultura acheuleana, tra le più antiche evidenze riferibili a questa cultura in Europa. I primi insediamenti attribuibili all'Homo sapiens risalgono al Paleolitico inferiore e a rifugi del Mesolitico. Dal V millennio a.C. si diffusero gli insediamenti in villaggi fortificati e nell'età del ferro esistette una cultura indigena locale. Dall'VIII secolo a.C. fu fondata la colonia greca di Siris (di madrepatria microasiatica) e intorno al 630 a.C. quella di Metaponto, di colonizzazione achea, completando l'occupazione della costa ionica, mentre nell'interno continuano a fiorire le comunità indigene. I primi contatti dei Romani con i Lucani si ebbero con una temporanea alleanza anti sannita intorno al 330 a.C.. Dopo la conquista di Taranto nel 272 a.C., il dominio romano si estese a tutta la regione. Venne prolungata la via Appia fino a Brindisi e vennero fondate le colonie di Potentia (Potenza) e Grumentum.
Alla fine del V secolo la Lucania era già ampiamente cristianizzata e dopo la caduta dell'impero romano restò in possesso bizantino fino alla conquista longobarda nel 568, entrando a far parte del Ducato di Benevento. Nel 968, dopo la conquista bizantina, venne costituito il thema di Lucania, con capoluogo Tursikon (attuale Tursi). Con l'arrivo dei Normanni, il thema scomparve favorendo la nascita del ducato di Puglia e Calabria, di cui Melfi (già sede della Contea di Puglia) fu inizialmente capitale. Con le Costituzioni di Melfi, promulgate da Federico II di Svevia, nel 1231 nacque il giustizierato di Basilicata. I confini del giustizierato coincidevano quasi del tutto con l'odierna regione, con l'esclusione di Matera (che entrerà nel 1663) e alcune zone del Melandro, della Val d'Agri e del Metapontino. Sotto la dominazione angioina, la Basilicata attraversò una profonda crisi demografica ma nella seconda metà del XV secolo si ebbe una certa ripresa, dovuta anche all'arrivo di esuli greco-albanesi dalle regioni balcaniche dell'Impero bizantino dopo la caduta di Costantinopoli.

### Età moderna e borbonica
Tra XV e XVI secolo, la Basilicata fu teatro di conflitti tra Francia e Spagna: Miglionico ospitò la congiura dei baroni contro Ferrante d'Aragona, a Rionero s'incontrarono i generali Louis d'Armagnac e Consalvo Fernandez di Cordova tentando, invanamente, una pacifica spartizione del Regno di Napoli, e Melfi subì un pesante assedio da parte dell'esercito francese. Sotto il vicereame spagnolo, fu in gran parte sottoposta alla giurisdizione del Principato Citra ma nel 1642 ottenne un'autonomia istituzionale, destinando a Stigliano la prima sede della Regia Udienza di Basilicata. Quando a Napoli scoppiò la rivolta di Masaniello, nel 1647, una sollevazione popolare guidata da Matteo Cristiano e Francesco Salazar coinvolse tutta la regione, che aderì alla Repubblica, ma la rivolta venne rapidamente repressa. Nel 1663 venne creata una nuova provincia per la Basilicata, per assicurarne un maggiore controllo, con capoluogo a Matera, fino ad allora parte della Terra d'Otranto.
Nel 1735, la Basilicata passò sotto il dominio dei Borbone di Napoli. Sull'onda dei fatti del 1799, Avigliano, ancor prima di Napoli, piantò l'albero della libertà e proclamò la Repubblica Napoletana; da lì i moti si estesero in tutta la regione, ma la rivoluzione venne soffocata dall'esercito sanfedista del cardinale Ruffo, soggiogando le città di Potenza, Melfi, Tito e Picerno.
I francesi ritornarono sette anni più tardi, nonostante la resistenza della popolazione (che, in gran parte, manifestò fedeltà alla corona borbonica), ponendo sotto assedio città come Lauria, Maratea e Viggiano. I francesi riorganizzarono l'assetto amministrativo e spostarono la sede dell'allora provincia di Basilicata da Matera a Potenza. Charles Antoine Manhès, fissando il suo quartier generale a Potenza, attuò una repressione molto violenta ma efficace contro il brigantaggio che imperversava nelle campagne basilicatesi e calabresi. Con il ritorno dei Borbone, nel 1848 le forze radicali tentarono, senza successo, di costituire a Potenza un governo provvisorio, dopo che Ferdinando II aveva ritirato la costituzione liberale, a pochi mesi dalla promulgazione.

### Unità d'Italia e brigantaggio
Nell'agosto 1860, la Basilicata fu la prima provincia continentale del Regno delle Due Sicilie a dichiarare la propria annessione al nascente stato unitario, mentre Garibaldi si trovava ancora in Sicilia. Decaduta l'autorità borbonica, l'esercito di Garibaldi giunse in Basilicata senza incontrare difficoltà, toccando i comuni di Rotonda, Maratea e Lagonegro. Alla spedizione si unirono circa tremila volontari della brigata "Cacciatori Lucani", che seguì Garibaldi fino al suo scioglimento nel novembre dello stesso anno.
Dopo l'annessione, però, la Basilicata, afflitta da una povertà remota e, al tempo, la provincia più arretrata e isolata del regno borbonico, vide vanificare le proprie speranze di un cambiamento sociale: la mancata promessa di una redistribuzione demaniale, lo status quo mantenuto dalla classe dirigente e l'incomprensione del regio governo, generarono il malcontento del ceto popolare, che si tradusse in una rivolta armata. Il brigantaggio, fenomeno endemico del Meridione del quale la monarchia borbonica se ne servì ogni qual volta il proprio regno fosse minacciato da potenze straniere, agli albori dell'unità d'Italia assunse i connotati di una vera e propria guerra civile che interessò le province dell'ex Regno delle Due Sicilie per circa dieci anni, causando migliaia di morti tra rivoltosi e truppe del regio esercito. La Basilicata fu la provincia con il maggior numero di bande, di cui se ne contarono 47 in totale. Le più notorie, capeggiate da Carmine Crocco, fecero del Vulture la propria base operativa.
Sconfitto il brigantaggio, la Basilicata, come tutta l'Italia del tempo, iniziò a subire la piaga dell'emigrazione; un fenomeno che, tuttora, affligge la regione. Tra fine Ottocento e inizio Novecento iniziò a emergere il meridionalismo, movimento politico-culturale in favore del Mezzogiorno che tra i suoi esponenti annoverò personalità lucane come Giustino Fortunato, Francesco Saverio Nitti, Ettore Ciccotti e Raffaele Ciasca. Grazie all'impegno dei meridionalisti, la Basilicata conobbe un lieve ma fondamentale sviluppo, con la realizzazione di scuole, vie di comunicazione, acquedotti, e politiche di bonifica e cura farmacologica.

### Storia contemporanea
Sotto il fascismo, la Basilicata (che fu rinominata in Lucania) divenne terra di confino per gli oppositori poiché Mussolini, escludendo sporadici episodi di ribellione e oltraggio al regime, non intravide movimenti di vasta portata sociale che ne avrebbero arrecato seri problemi. Il confinato più celebre fu Carlo Levi che, dalla sua esperienza in terra lucana, trasse il romanzo Cristo si è fermato a Eboli, in cui denuncia l'arretratezza della regione, con la quale instaurò un forte legame. Con l'abolizione dei circondari, nel 1927 fu istituita la provincia di Matera. Tuttavia, sul finire del ventennio, si verificarono alcuni episodi di insurrezione popolare, come la rivolta di San Mauro Forte del marzo 1940 (al cui termine si contarono due vittime), dove centinaia di contadini si ribellarono al regime. Anche nei comuni di Bernalda, Pomarico, Salandra e Ferrandina scoppiarono tumulti fra il 1943 e il 1945 con veri e propri scontri armati.
Nel settembre 1943 città come Matera (prima città del Mezzogiorno a insorgere contro i tedeschi occupanti) e Rionero furono vittime di rappresaglie nazifasciste mentre Potenza, Maratea e Lauria subirono i bombardamenti alleati. La Repubblica di Maschito, nonostante la sua breve durata, fu una delle prime esperienze repubblicane nate dalla Resistenza. Nel 1944 si verificò il più grave incidente ferroviario italiano e uno dei più gravi mai accaduti, il disastro di Balvano, in cui morirono più di cinquecento persone. Nel dopoguerra vi furono diverse agitazioni popolari per la redistribuzione delle terre ai contadini, l'episodio più significativo fu l'occupazione delle terre avvenuta a Montescaglioso nel dicembre 1949, seguita da una repressione che portò alla morte del rivoluzionario Giuseppe Novello.
Il 23 novembre 1980 la Basilicata fu sconvolta dal terremoto dell'Irpinia, che colpì buona parte del potentino. Nel 1993, i Sassi di Matera vennero dichiarati patrimonio dell'umanità tutelato dall'UNESCO, primo sito nel mezzogiorno d'Italia a ricevere tale riconoscimento. Nel 2003 il decreto varato dal governo Berlusconi, che prevedeva l'installazione di un deposito di scorie radioattive a Scanzano Jonico, provocò un'intensa protesta a cui aderirono oltre 100.000 persone che portò il governo ad annullare il proposito.

## Società

### Evoluzione demografica
La Basilicata è la penultima regione per densità demografica, superiore solo alla Valle d'Aosta; e terzultima per numero di abitanti, prima di Molise e Valle d'Aosta. La regione soffre di uno spopolamento dovuto al fenomeno migratorio e al calo delle nascite, in parte compensato dall'immigrazione straniera. Tra il 1951 e il 2019, si registra un sostanziale incremento della popolazione soltanto nelle quattro aree maggiormente sviluppate della regione (Materano, Metapontino, Potentino, Vulture). Il fenomeno è più accentuato a Matera e nel Metapontino, particolarmente nei comuni di Nova Siri, Scanzano Jonico e Policoro.
Matera ha avuto un notevole incremento dovuto sia al cosiddetto polo del salotto, che ha dato origine a molte piccole imprese legate al campo degli arredamenti, sia alle attività sorte per il grande afflusso turistico generato dall'interesse per il centro storico cittadino diventato "patrimonio dell'umanità". A Potenza, dopo un boom demografico tra gli anni 1950 e i primi 2000, si attraversa una fase di stallo, mentre alcuni centri limitrofi (Tito e Pignola), e Marsicovetere, in Val d'Agri, hanno conosciuto una crescita sistematica.
È in atto, invece, un forte spopolamento dei borghi nell'entroterra; alcuni centri della provincia di Matera che, tra gli anni 1960 e 1970 raggiungevano, in media, i 10.000 abitanti come Tricarico, Montalbano Jonico, Irsina e Stigliano hanno visto dimezzarsi la loro popolazione. Numerose partenze avvengono anche in diversi comuni montani del Potentino e della Val d'Agri (ad esempio Anzi, Laurenzana, Corleto Perticara, Montemurro), del Pollino (Latronico, Viggianello, Chiaromonte) e nei comuni colpiti maggiormente dal terremoto dell'Irpinia del 1980 come Balvano, Castelgrande e Pescopagano. Al 2019, il bilancio demografico della regione, rispetto al censimento del 2011, mostra una diminuzione del -5,5 ‰ (pari a 24.782 unità), un andamento che va peggiorando di anno in anno.

### Città e comuni principali

I comuni della Basilicata

Di seguito vengono riportati i principali comuni della regione per popolazione residente:
| #  | Città              | Popolazione (ab.) | Provincia | Altitudine (m s.l.m.) | Superficie (km²) |
| -- | ------------------ | ----------------- | --------- | --------------------- | ---------------- |
| 1  | Potenza            | 63.943            | PZ        | 819                   | 175,43           |
| 2  | Matera             | 59.573            | MT        | 401                   | 392,09           |
| 3  | Policoro           | 17.752            | MT        | 25                    | 67,66            |
| 4  | Melfi              | 16.949            | PZ        | 530                   | 206,23           |
| 5  | Pisticci           | 16.727            | MT        | 364                   | 233,67           |
| 6  | Lavello            | 12.886            | PZ        | 313                   | 134,67           |
| 7  | Rionero in Vulture | 12.447            | PZ        | 643                   | 53,52            |
| 8  | Bernalda           | 11.915            | MT        | 127                   | 126,19           |
| 9  | Lauria             | 11.712            | PZ        | 430                   | 176,63           |
| 10 | Venosa             | 10.673            | PZ        | 415                   | 170,39           |
| 11 | Avigliano          | 10.500            | PZ        | 867                   | 85,48            |
| 12 | Montescaglioso     | 9.223             | MT        | 365                   | 175,79           |

### Emigrazione
I flussi migratori hanno fatto sì che la popolazione basilicatese crescesse soltanto del 13% tra il 1861 e il 2011, il tasso di crescita più basso a livello nazionale, escludendo il Molise che ha persino registrato un regresso assoluto della popolazione residente nello stesso arco temporale. La Basilicata è ancora oggi una regione con un rilevante deficit di sviluppo, benché la sua economia sia cresciuta in maniera piuttosto significativa a partire dagli anni novanta, anche grazie alla scoperta del petrolio e all'apertura della SATA di Melfi, tant'è che il suo Pil pro-capite è il secondo più alto del Mezzogiorno (al 2023). Ma dopo un'interruzione negli anni novanta si è ripreso il fenomeno migratorio sia verso regioni più ricche, sia interna in cui si spopolano i centri più piccoli e si popolano i due capoluoghi e le città delle aree più sviluppate.

### Immigrati e minoranze
Gli stranieri regolari sono 23 297 (11 839 maschi e 11 261 femmine) pari al 4,22% della popolazione lucana. Le nazionalità con una maggior rappresentanza sono:
| Stato   | Stranieri regolari | Sul totale degli immigrati | Sulla popolazione residente |
| ------- | ------------------ | -------------------------- | --------------------------- |
| Romania | 9 121              | 39,29 %                    | 1,62 %                      |
| Albania | 1 956              | 8,42 %                     | 0,35 %                      |
| Marocco | 1 746              | 7,52 %                     | 0,31 %                      |
| Nigeria | 1 071              | 4,61 %                     | 0,19 %                      |
| India   | 1 022              | 4,40 %                     | 0,18 %                      |
| Altre   | 8 301              | 35,75 %                    | 1,47 %                      |
| TOTALE  | 23 217             | 100,00 %                   | 4,12 %                      |

Tra le altre le più rappresentative sono nell'ordine: Cina, Ucraina, Bulgaria, Tunisia, Polonia, Gambia e Senegal.

### Lingue e dialetti

#### Dialetti lucani
I dialetti lucani (o basilicatesi) non hanno un'uniformità linguistica e presentano accenti e fonemi che variano a seconda della zona. Generalmente, i vernacoli regionali sono suddivisi in quattro sottotipi (appenninico-lucano, apulo-lucano, metapontino, calabro-lucano), tutti facenti capo al gruppo meridionale intermedio. Nelle aree del potentino (Potenza, Picerno, Tito, Pignola, Vaglio) e della valle del Noce (Trecchina, Rivello, Nemoli) sono parlati dialetti di origine galloitalica, influenzati da coloni provenienti dall’Italia nord-occidentale, che si stanziarono in Basilicata tra XII e XIII secolo.

#### Minoranze etno-linguistiche

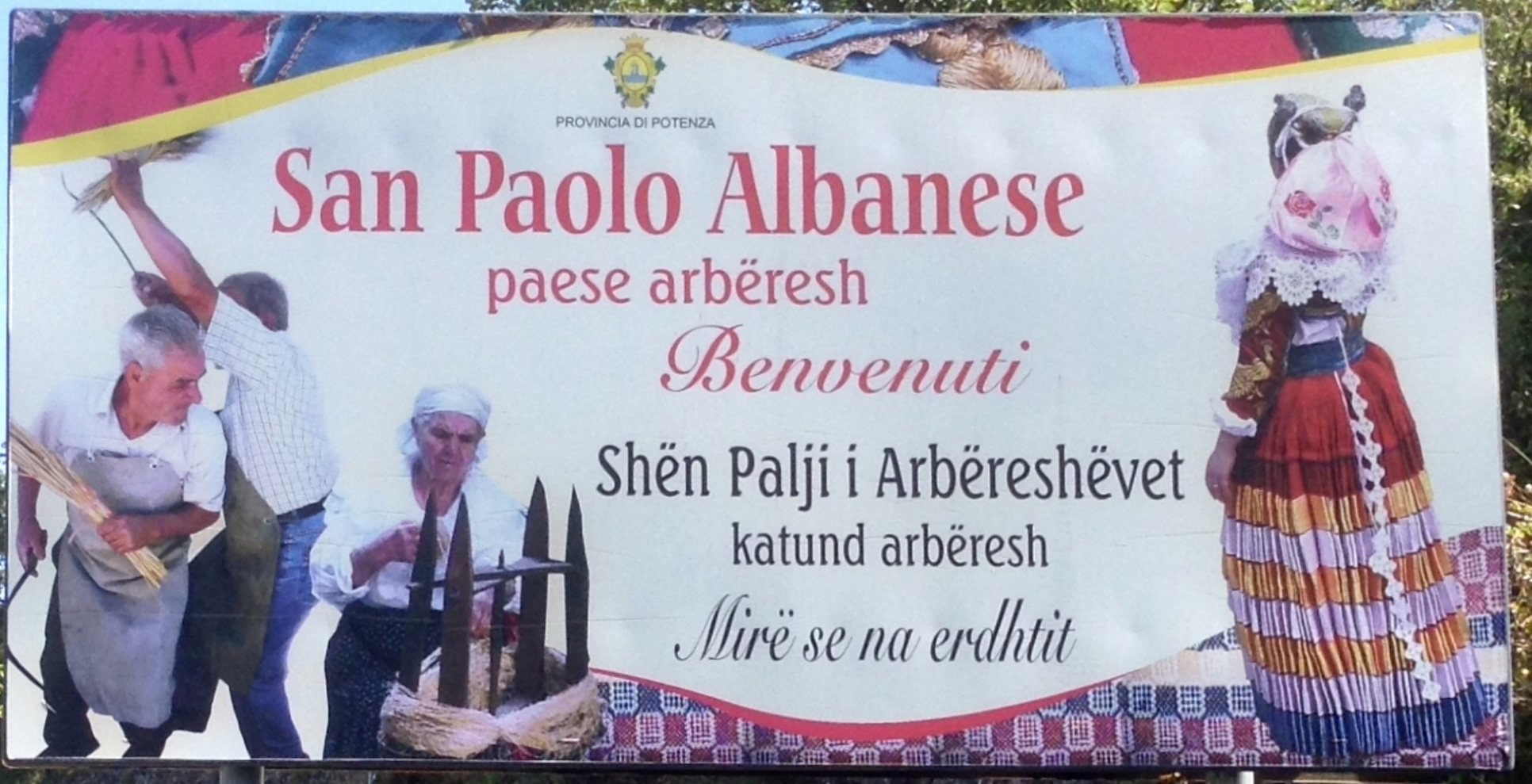
Cartello bilingue a San Paolo Albanese

In Basilicata è presente una consistente minoranza etnica e linguistica albanese detta arbëreshë. I sei comuni facenti parte della comunità di cui la Regione promuove la tutela, la salvaguardia e la valorizzazione del patrimonio storico, culturale, artistico, linguistico, religioso–liturgico e folkloristico sono tutti in provincia di Potenza: Barile (Barilli), Brindisi Montagna, Ginestra (Zhura), Maschito (Mashqiti), San Costantino Albanese (Shën Kostandini), San Paolo Albanese (Shën Pali).
La comunità albanese ha nei secoli preservato, seppur in maniera diversa fra le genti di appartenenza, i connotati etnici e culturali specifici degli arbëreshë e ancora oggi mantiene e difende la propria tipicità differenziandola da quella lucana. Un tratto caratteristico della cultura albanese in Basilicata è la lingua d'origine, l'arbërisht, che viene utilizzata dalla comunità intera anche per finalità differenti dal linguaggio colloquiale; infatti i cartelli, le insegne e gli scritti ufficiali degli enti municipali sono bilingui, quindi sia in italiano sia in albanese; in particolare per quest'ultima vige il riconoscimento da parte dello Stato italiano della condizione di co-ufficialità con la lingua nazionale.

### Criminalità organizzata
Come accaduto nella vicina Puglia, gruppi criminali organizzati hanno iniziato a operare in regione negli anni 1970, determinando un rallentamento dell'economia regionale. Sono attivi in regione anche cartelli criminali indipendenti fra loro che agevolano le attività dei gruppi criminali provenienti dalle regioni limitrofe.
Dopo il 1980 però, quando in seguito al catastrofico terremoto furono investiti grandi capitali in Basilicata, le organizzazioni delle vicine Campania e Calabria cercarono di penetrare negli affari della regione. Nel 1994 venne fondata a Potenza la cosca dei Basilischi, una 'Ndrina della 'Ndrangheta calabrese, che si installò in diverse zone della Basilicata, finché non fu sgominata con il maxi-arresto del 22 aprile 1999.
Da allora le piccole attività criminali organizzate che si trovano concentrate nel materano, nella zona del Metapontino con posizione centrale di Policoro, Val d'Agri e Melfese (principalmente impegnate nel narcotraffico, nell'usura, ecc.) sono controllate, secondo la procura nazionale antimafia, da alcune cosche locali che fanno capo alla 'Ndrangheta. Malgrado ciò, le province di Potenza e Matera figurano spesso in alte posizioni nelle classifiche inerenti alla sicurezza in Italia.

### Religione
La regione ecclesiastica Basilicata è una delle sedici regioni ecclesiastiche in cui è suddiviso il territorio della Chiesa cattolica in Italia. Il suo territorio corrisponde al territorio della regione amministrativa Basilicata.
Le parrocchie sono 270.
Le diocesi sono sei:
- Arcidiocesi di Potenza-Muro Lucano-Marsico Nuovo (1.634 km², 61 parrocchie)
- Arcidiocesi di Acerenza (1.250 km², 21 parrocchie)
- Arcidiocesi di Matera-Irsina (2.020 km², 52 parrocchie)
- Diocesi di Melfi-Rapolla-Venosa (1.316 km², 32 parrocchie)
- Diocesi di Tricarico (1.237 km², 32 parrocchie)
- Diocesi di Tursi-Lagonegro (2.509 km², 72 parrocchie)

Nella prima metà del novecento, è stato istituito in Basilicata l'unico seminario regionale in Italia, con la qualifica di "minore": il Pontificio seminario regionale minore di Basilicata, con sede a Potenza.

### Tradizioni e folclore

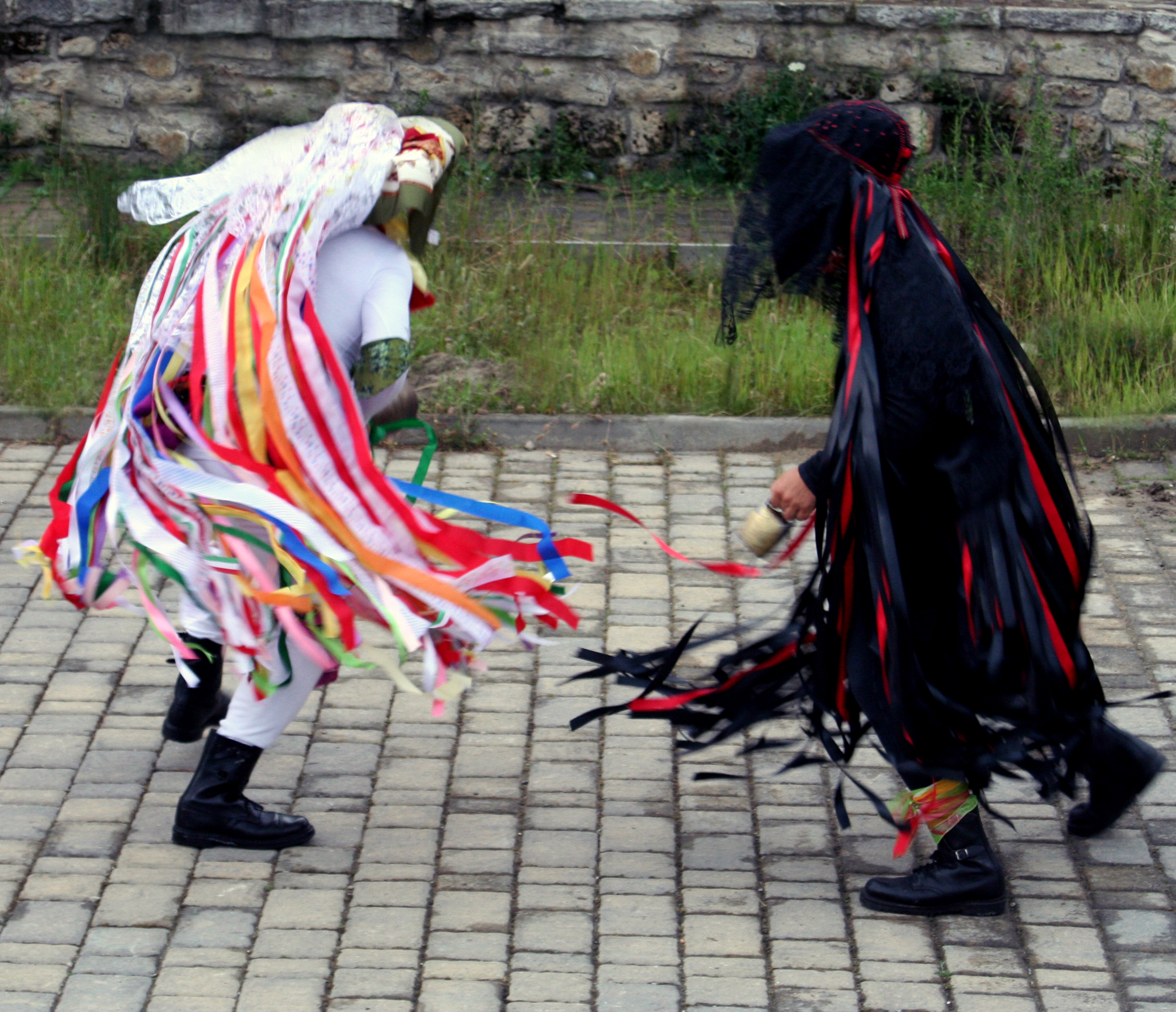
Carnevale di Tricarico

Le tradizioni regionali sono perlopiù legate al culto cristiano e pagano. Il carnevale è celebrato in tutta la regione, tra i più antichi e noti vi sono quelli di Satriano di Lucania e Tricarico e quello di Aliano con le sue maschere "cornute". Diffusi anche i riti arborei, dei quali il più noto è il Maggio di Accettura, di probabili origini longobarde, in cui si attribuisce agli alberi il potere di generare, soprattutto per propiziare una buona annata agricola. Simili celebrazioni si tengono in altri comuni sulle Dolomiti Lucane, nel Materano e nell'area del Pollino.
Tra le tradizioni cristiane vi è la festa della Madonna della Bruna di Matera, che si celebra il 2 luglio, le cui origini risalgono al 1389 ad opera di papa Urbano VI, già arcivescovo della città. Nella città si celebra il presepe vivente sin dagli anni settanta, considerato il più grande al mondo. Nei comuni del Vulture viene commemorata, nel periodo pasquale, la via Crucis, introdotta dagli albanesi a Barile nel XVII secolo, in cui i personaggi e le vicende delle sacre scritture si fondono con la cultura e i costumi arbëreshë. Il rito si è poi diffuso nei comuni contigui (Atella, Rionero, Melfi, Rapolla, Ripacandida, Maschito, Venosa).

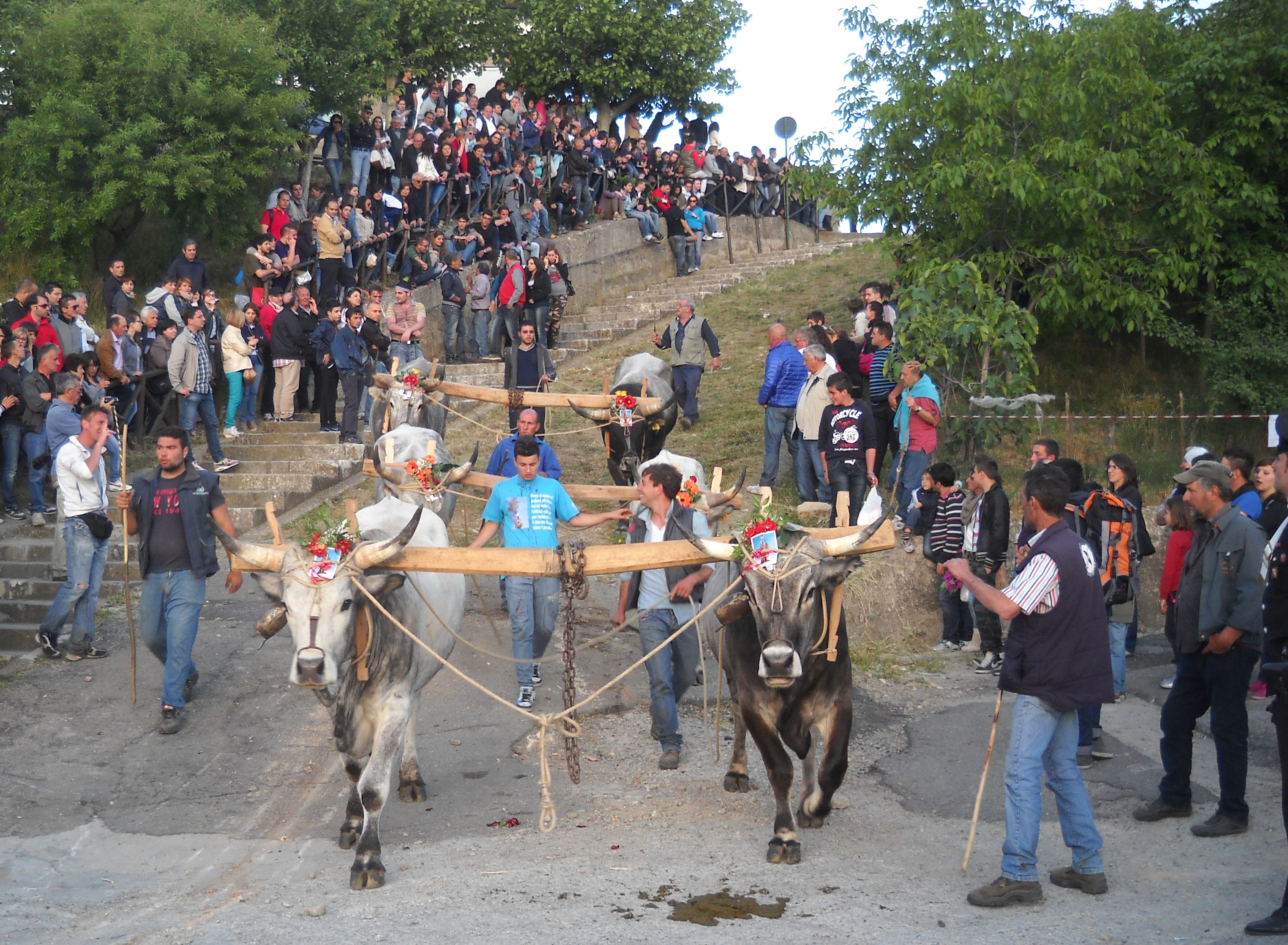
Maggio di Accettura

A Maratea si celebra la festa della traslazione delle reliquie di San Biagio, istituita nel 1695, mentre a Viggiano viene onorata la Madonna Nera, le cui celebrazioni si tengono due volte l'anno, la prima domenica di maggio e la prima domenica di settembre.

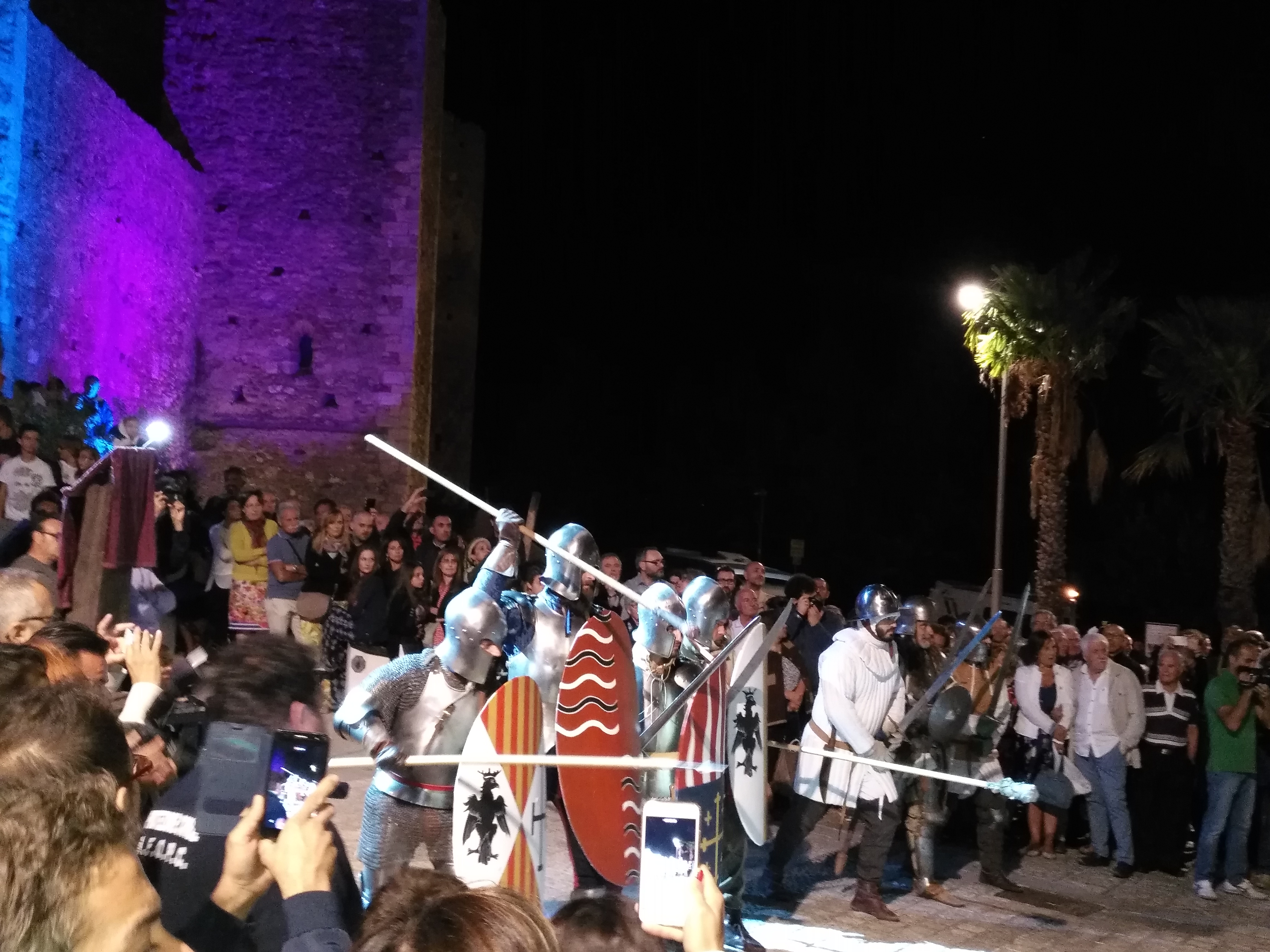
Rievocazione storica della congiura dei baroni, Miglionico

Di carattere storico sono la Pentecoste di Melfi, rievocazione dell'assedio della città compiuto dalle truppe francesi guidate da Odet de Foix e Pedro Navarro coadiuvate dai mercenari delle Bande Nere nel 1528, e la Congiura dei Baroni di Miglionico, dedicata all'omonimo evento che si tenne nel castello locale.  Tra storia e leggenda è la parata dei Turchi di Potenza, la quale simboleggia quella che fu, secondo i racconti popolari, la vittoria della resistenza potentina contro l'invasore turco grazie ad un miracolo di san Gerardo Della Porta, patrono della città.
Antiche credenze legate alle pratiche magiche hanno fortemente caratterizzato il folclore lucano, attirando gli studi dell'antropologo Ernesto de Martino. In voga all'epoca erano i riti eseguiti da fattucchiere (dette "masciare"), guaritori e indovini, tra cui quelli per liberare uno sventurato dalla "fascinazione" (in dialetto: fascinatura o affascino), definita dal de Martino come «una condizione psichica di impedimento e di inibizione, e al tempo stesso un senso di dominazione, un essere agito da una forza altrettanto potente quanto occulta, che lascia senza margine l’autonomia della persona, la sua capacità di decisione e di scelta».
Alcune leggende molto note in Basilicata riguardano Colobraro (detto, scaramanticamente, "quel paese"), in cui, secondo la convinzione dell'epoca, avvennero una serie di episodi sinistri. Similmente alle regioni limitrofe, è diffuso il mito di una creatura, in Basilicata nota, in forma italianizzata, come monachicchio, un folletto che assume differenti connotati fisici e una natura che varia da dispettoso e bonario a perfido e subdolo, del quale esiste anche una variante femminile meno nota detta monachella (o monachedd in dialetto), particolarmente diffusa nel Metapontino.

## Politica

### Suddivisione amministrativa
Tanto nel Regno di Napoli che in quello delle Due Sicilie la Basilicata costituì sempre una semplice provincia, con vari capoluoghi a seconda delle epoche; a partire dal 1663 il capoluogo fu per più di un secolo Matera, poi, con la legge emanata da Giuseppe Bonaparte l'8 agosto 1806, si decise di spostare la sede a Potenza.
Con identica configurazione la Basilicata entrò nel Regno d'Italia. Con la legge n. 1 del 1927 la creazione della provincia di Matera spezzò la secolare unità, ricomposta al momento della progettazione delle regioni.
Dal 1º gennaio 1948, ex art. 131 della vigente Costituzione, la Basilicata è una regione ad autonomia ordinaria della Repubblica Italiana, ma solo con la legge n. 281 del 1970 furono attuate le sue funzioni.
La regione Basilicata è quindi divisa in due province:
| Stemma | Provincia            | Mappa | Comuni | Abitanti (31/12/2021) | Superficie (km²) | Sito istituzionale                                         |
| ------ | -------------------- | ----- | ------ | --------------------- | ---------------- | ---------------------------------------------------------- |
|        | Provincia di Matera  |       | 31     | 191.663               | 3.478,89         | Matera                                                     |
|        | Provincia di Potenza |       | 100    | 348.336               | 6.594,44         | Potenza                                                    |
|        | Basilicata           |       | 131    | 539.999               | 10.073,32        | Basilicata Archiviato il 5 marzo 2010 in Internet Archive. |

## Economia
La Basilicata, svantaggiata dalla propria costituzione morfologica, emarginata per lungo tempo dagli investimenti e ancora largamente sprovvista di importanti vie di comunicazione, è una regione che vive una situazione di evidente penalizzazione in termini competitivi e di crescita, nonostante sia ricca di risorse naturali. Tuttavia, l'economia regionale ha visto un certo miglioramento dagli anni 1990. Secondo i dati raccolti dall'Eurostat al 2023, la Basilicata è in 18ª posizione tra le regioni italiane per prodotto interno lordo (15 287 €) ma figura al 14º posto (2° nell'ambito del Mezzogiorno) in termini di pil procapite, con un reddito pari a 28 600 €. Il tasso di disoccupazione si attesta al 7,5%, il 13° più basso a livello nazionale e il più basso del Mezzogiorno. Meno incoraggiante è l'occupazione compresa tra 15 e 64 anni, in cui la regione si colloca al 16º posto (4° nell'Italia meridionale e insulare), con una percentuale del 54,9%.

### Agricoltura

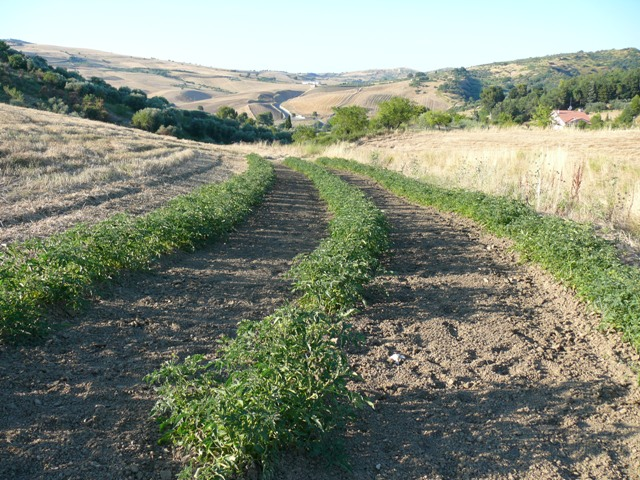
Campo di pomodoro Ciettaicale, Tolve

Il settore agricolo costituisce ancora un caposaldo dell'economia regionale. La produzione di colture di pregio è relegata solo in alcuni territori regionali a causa dei condizionamenti esercitati dalla montuosità del territorio, dalla sua scarsa fertilità e dall'irregolarità delle precipitazioni. La riforma fondiaria, cominciata a partire dagli anni 1950, assieme all'assegnazione di migliaia di case sparse e di terre ai braccianti, alle bonifiche e alle irrigazioni di vasti comprensori (grazie anche allo sbarramento del Bradano e di altri fiumi), dopo che era già avvenuto lo smembramento dei grandi latifondi appartenenti all'antica nobiltà feudale o alle grandi organizzazioni ecclesiastiche con l'abolizione della feudalità, ha contribuito allo sviluppo dell'agricoltura.

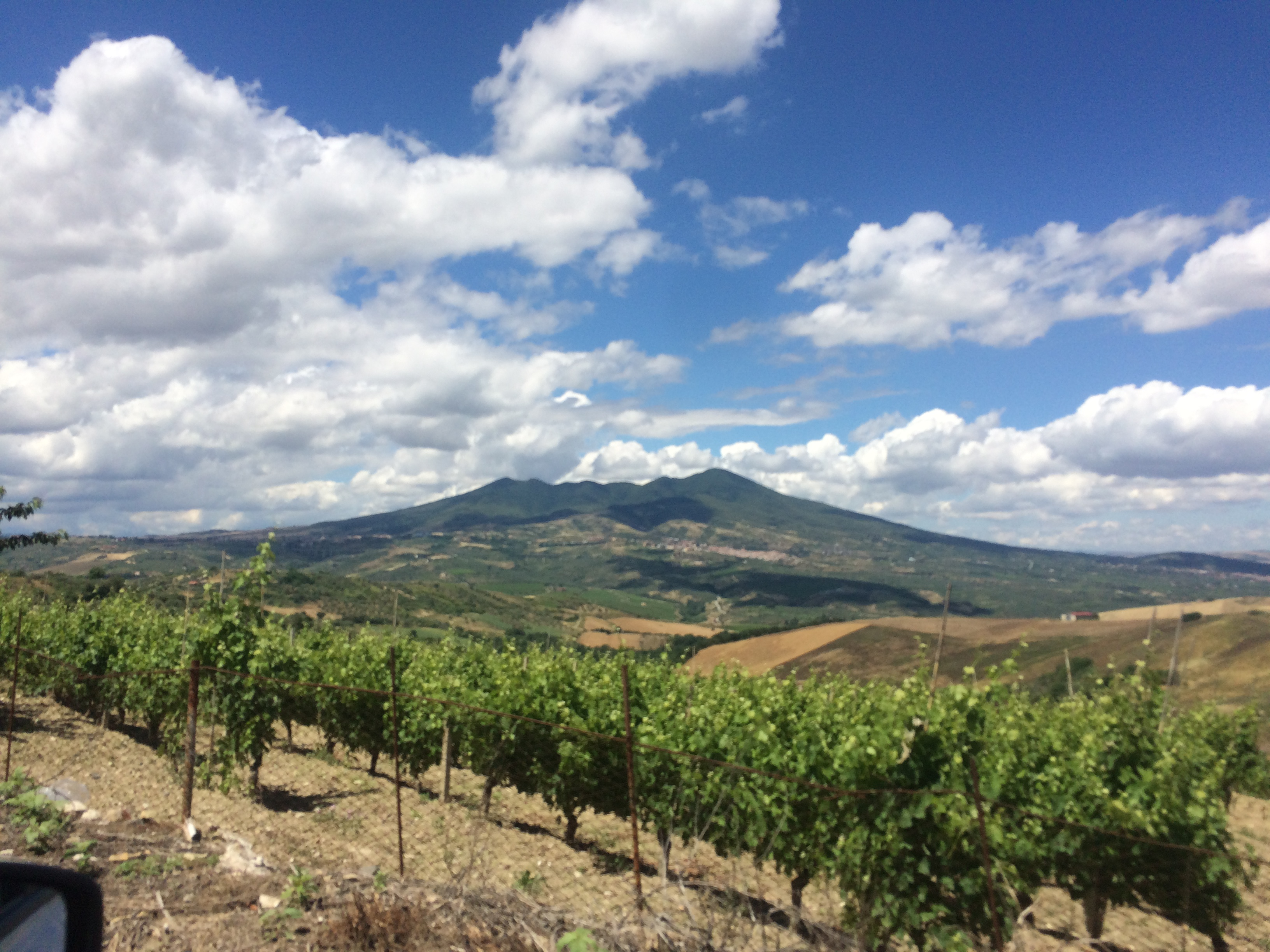
Vigneto di Aglianico a Barile, con il Monte Vulture sullo sfondo

La loro localizzazione ha quindi determinato aree piuttosto differenziate per caratteristiche produttive: privilegiate risultano le valli dell'Agri, nel suo medio corso, e dell'Ofanto, oltre alla piana di Metaponto, dove talvolta sono ancora visibili i resti delle antiche masserie amministrate in passato dalle famiglie borghesi. Strutture che, raggiunto il più alto livello produttivo tra Settecento e Ottocento e assicurata l’occupazione più o meno grande di salariati, furono poi progressivamente ampliate e ristrutturate fino ad assumere, dove l'agricoltura fu più fiorente, la dignità di villa o casino di campagna.
La produzione cerealicola è maggiormente sviluppata nelle zone interne del materano. Le colture più estese sono quelle del frumento, seguito da altri cereali (granturco, orzo e avena) e patate; abbastanza diffusi sono la vite (soprattutto uva da vino), l'olivo, presente nelle aree collinari, e gli agrumi, nelle piane ioniche; un certo incremento hanno registrato alcune colture industriali, in particolare la barbabietola da zucchero e il tabacco, e quelle ortofrutticole. Sulle colline a ridosso del Metapontino invece c'è una fiorente coltivazione di vigneti, mentre nella piana sono molto sviluppate le piantagioni di alberi da frutto: fragole, susine, pesche, pere, kiwi, agrumeti.
Tra i prodotti ortofrutticoli si distinguono peperone di Senise, fagiolo di Sarconi, melanzana rossa di Rotonda, fragola Candonga del Metapontino, pomodoro Ciettaicale di Tolve, pistacchi di Stigliano, l'arancia Staccia di Tursi e Montalbano Jonico e le castagne del Vulture come il marroncino di Melfi. Si producono anche oli di oliva extravergini tra i quali l'olio del Vulture e quello ottenuto dall'oliva majatica di Ferrandina. Il vino basilicatese più rappresentativo è l'Aglianico del Vulture; tra gli altri Terre dell'Alta Val d'Agri, Matera e Grottino di Roccanova.

### Allevamento e pesca
L'allevamento è suddiviso per zone, infatti nella zona del materano abbiamo quello di ovini, suini, caprini mentre quello dei bovini è per lo più praticato nelle zone montuose del potentino e nei grandi pascoli del melfese. Dati i limitati sbocchi sul mare, la pesca non costituisce una rilevante attività produttiva.

### Energia

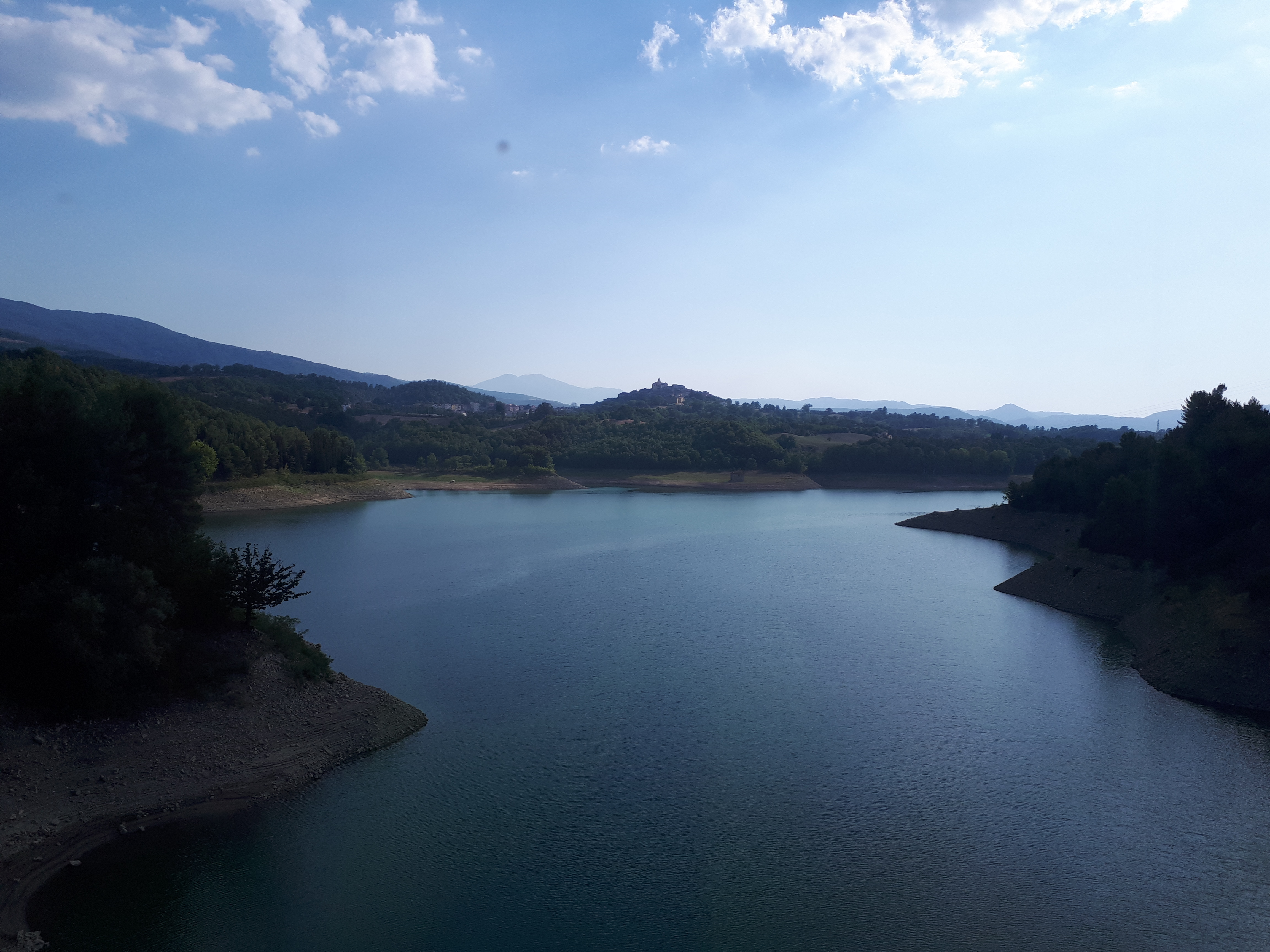
Lago di Pietra del Pertusillo, bacino artificiale in Val d'Agri

La regione è ricca di idrocarburi, particolarmente metano (nella Valle del Basento) e petrolio, in Val d'Agri, dove è situato il più grande giacimento dell'Europa continentale. Le risorse lucane, gestite da Eni e Shell in Val d'Agri e Total, Mitsui e Shell nella Valle del Sauro, contribuiscono per oltre l’80% alla produzione nazionale di idrocarburi. Il primo trattamento viene effettuato nel Centro Olio Val d’Agri (COVA) di Viggiano e nel Centro Olio Tempa Rossa di Corleto Perticara; altri centri minori sono il Centro Olio di Pisticci e le centrali a gas di Pisticci e Ferrandina; il greggio viene, in seguito, trasportato tramite oleodotto alla raffineria Eni di Taranto mentre il metano è immesso nella rete di distribuzione nazionale Snam Rete Gas.
Nonostante lo sfruttamento delle materie prime abbia contribuito alla crescita del PIL regionale e portato disponibilità finanziarie dovute alle royalties, esso ha sollevato polemiche da parte di associazioni agricole e ambientaliste, che accusano l'assenza di un reale beneficio economico e una forte contaminazione ambientale, rappresentando un pericolo per l'ecosistema e la produzione agricola locale (ad esempio il miele), nonché per la salute dei cittadini che, secondo i critici, avrebbe subito un aumento di malattie e mortalità.
La Basilicata possiede il più grande bacino idrico d'Italia, che costituisce oltre il 30% delle risorse nazionali. Il settore idrico lucano contribuisce anche al fabbisogno della Puglia (destinandone il 65% prevalentemente per uso potabile), di Campania e Calabria. Le dighe di Monte Cotugno e Pertusillo sono i maggiori fornitori dell'acquedotto pugliese.

### Industria

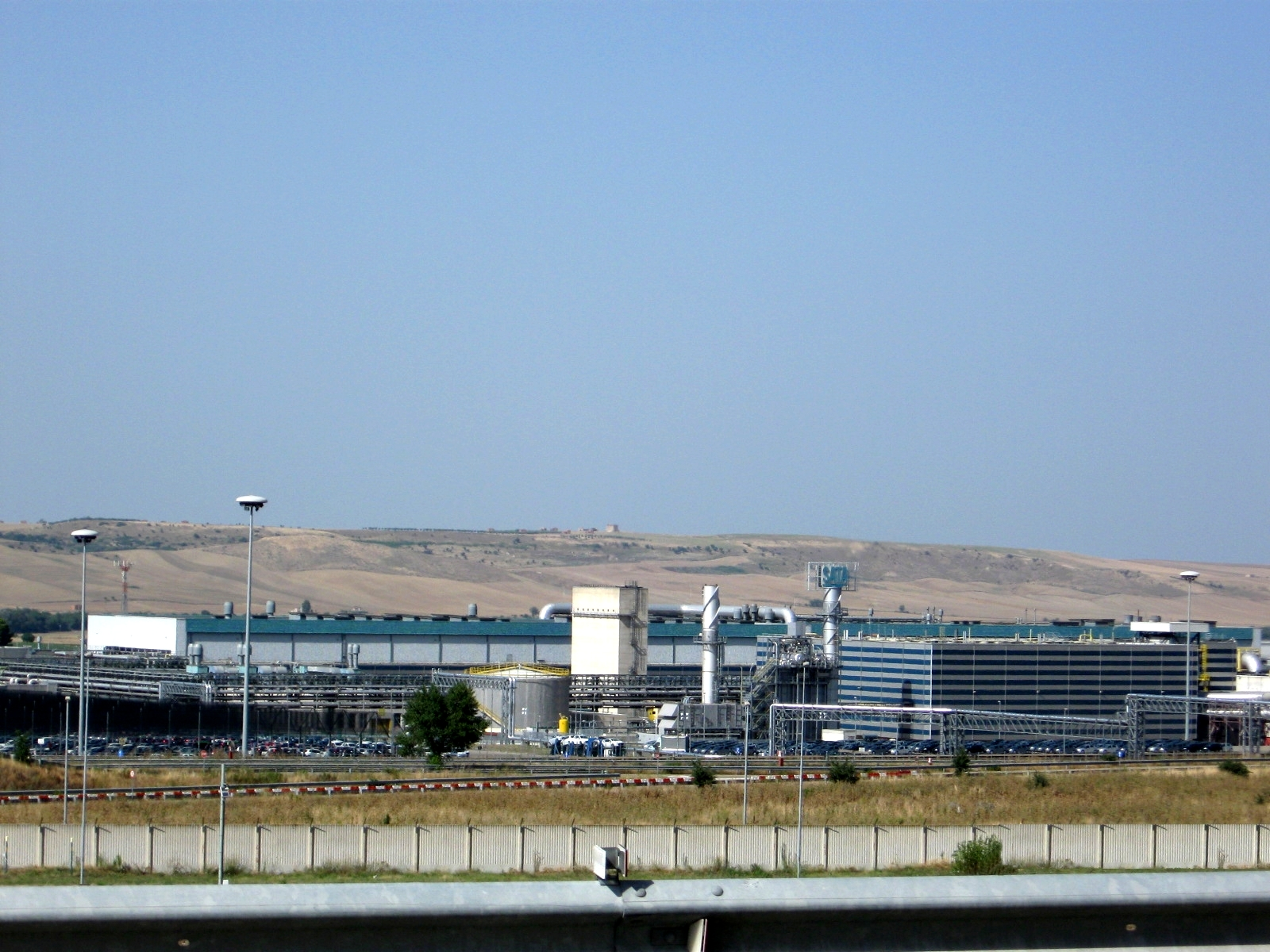
Stabilimento SATA di Melfi, oggi controllato da Stellantis

L'industria della regione è, prevalentemente, basata sulle attività di piccole e medie imprese. La grande industria regionale è maggiormente concentrata nel Vulture. San Nicola di Melfi ospita uno stabilimento automobilistico della multinazionale Stellantis, in passato del gruppo FIAT, inaugurato nel 1993 e considerato uno degli impianti automotive più moderni al mondo, che offre circa 7.300 posti di lavoro (2019). La frazione è anche sede di uno stabilimento del gruppo Barilla, sorto nel 1987, con 355 dipendenti (2017). Nella Valle di Vitalba, Atella, sono attive diverse piccole e medie imprese, tra cui la Costruzioni Motori Diesel (CMD), specializzata in prodotti destinati ai settori automobilistico e nautico. L'area ospitava anche uno stabilimento Parmalat, in seguito rilevato dalla Vicenzi per la produzione a marchio "Mister Day", che ha cessato l'attività nel 2018.
Una certa importanza è anche rivestita dalla zona industriale di Balvano, in cui risiede uno stabilimento della Ferrero, nato nel 1987, che contribuì a risollevare le condizioni economiche del paese dopo il terremoto del 1980. Uno dei principali export della regione è rappresentato dalle acque minerali, con una produzione stimata di un miliardo di bottiglie l'anno. Nella frazione Monticchio Bagni operano aziende come Fonti del Vulture e Gaudianello (controllate, rispettivamente, da Coca-Cola e Norda), ai vertici in Italia nel comparto delle effervescenti naturali e con una forte presenza nel Meridione, soprattutto Puglia e Campania. Non meno rilevanti nel settore sono Cutolo Rionero, con sede ad Atella, e Fonti del Pollino di Viggianello, entrambe parte del gruppo San Benedetto.
A Matera è presente l'industria ferroviaria Ferrosud, diverse aziende alimentari come la Di Leo e uno stabilimento del gruppo di arredamenti Natuzzi; nell'area industriale di Tito Scalo vi sono aziende operanti nei settori metalmeccanico e geotecnico mentre nella Valle del Basento sono presenti impianti di produzione tessile. Nel Metapontino, infine, vi è una presenza di aziende agricole con produzione industriale soprattutto di fragole e alberi da frutto.

### Artigianato

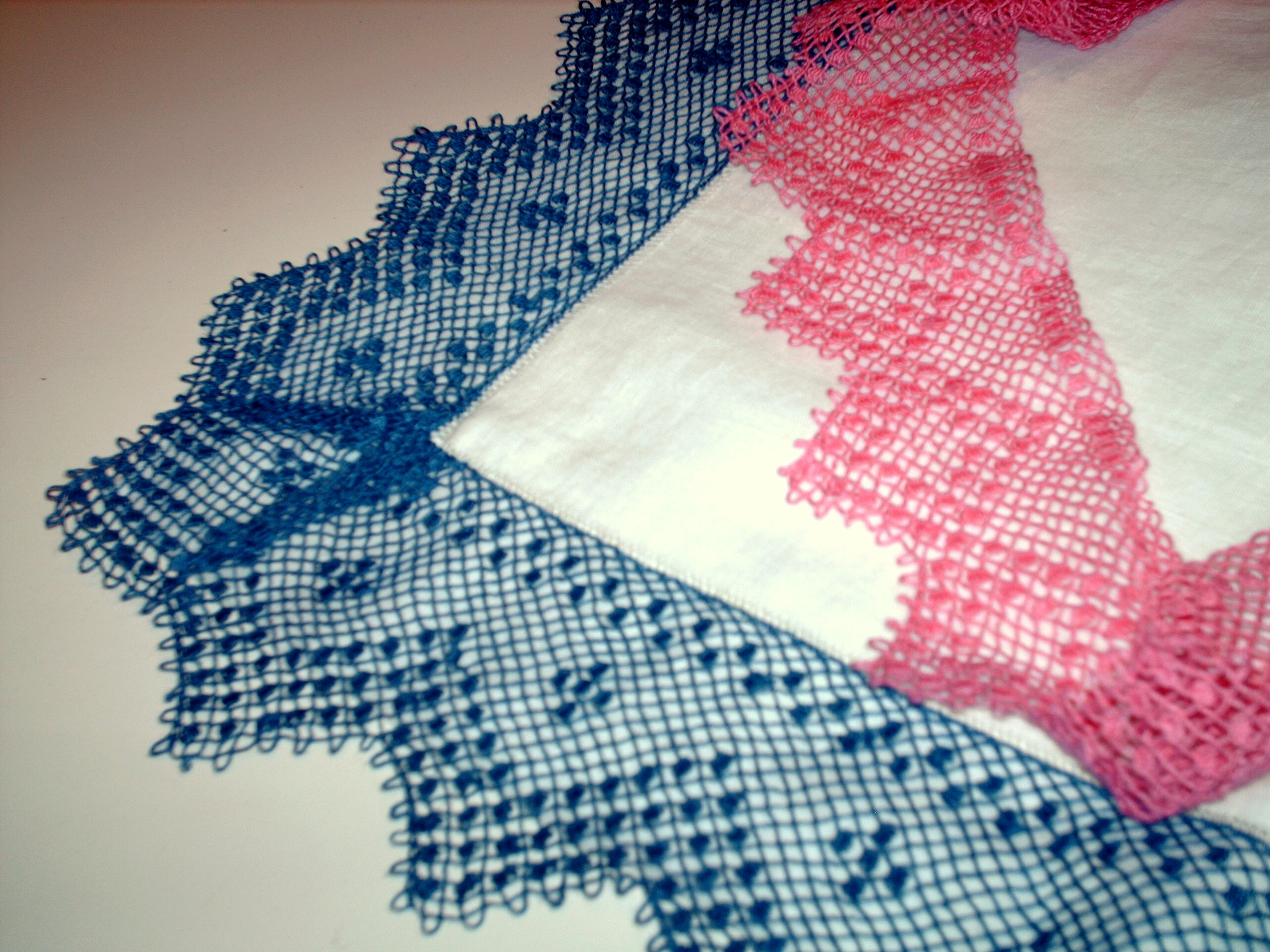
Puntino ad ago di Latronico

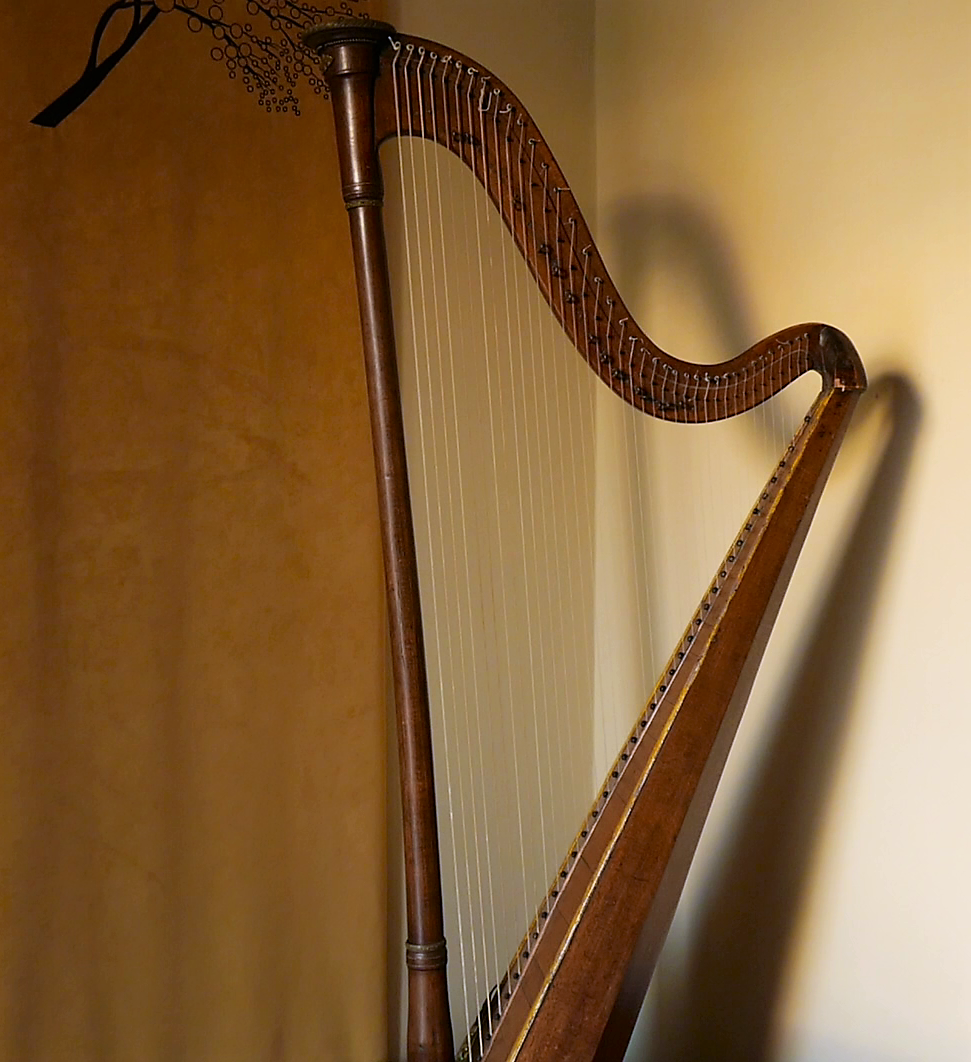
Arpa di Viggiano

In Basilicata, la tradizione artigianale è ancora molto presente. La lavorazione del legno è tra le più comuni e antiche, presente sin dall’epoca pre-romana, grazie alla fitta presenza di foreste e boschi e, in tutta la regione, si possono trovare diverse creazioni: mobili di pregio, suppellettili, strumenti musicali, oggetti domestici e a uso gastronomico. L'argilla, materiale di cui la regione è ricca, è utilizzata per la produzione di maioliche, porcellane e ceramiche, in particolare nel Vulture (Venosa, Melfi, Rionero), in Val Camastra (Calvello) e nel Materano (Grottole, Policoro, Matera).
Radicata è anche la lavorazione di cartapesta e tufo, soprattutto a Matera, per la creazione di sculture e oggetti d'arredamento. Paglia e vimini vengono adoperati per realizzare ceste, panieri, canestri in giunco e borse; tale tradizione è, perlopiù, diffusa a Maratea, ma anche in altri comuni come Francavilla in Sinni, Accettura, Ruoti, Avigliano e Venosa. Il ricamo e il merletto sono attività ancora praticate in tutta la regione; Latronico è nota per una particolare tecnica detta "puntino ad ago", molto laboriosa e unica in Italia. Diffusa è anche la lavorazione di metalli e leghe come ferro, rame, ottone e latta per la fabbricazione di attrezzi per il camino, ringhiere, cancellate, campanacci per le mucche e utensili da cucina. Tra val d'Agri e alta collina materana avviene la lavorazione della pietra di Gorgoglione, che trova molteplici utilizzi nel campo di arredamenti, pavimentazioni e rivestimenti.

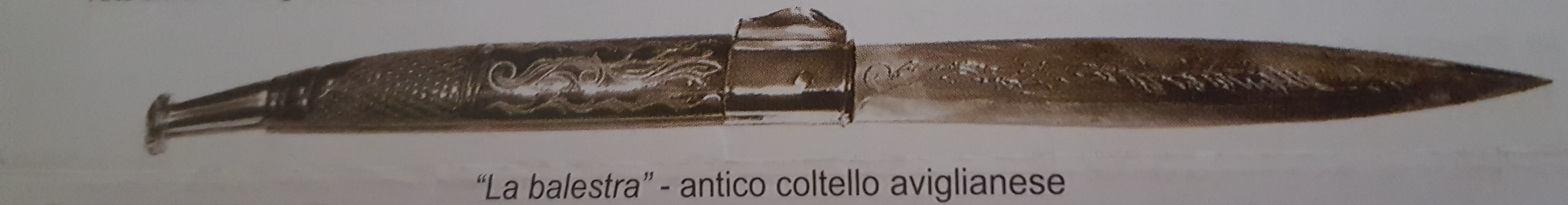
Balestra di Avigliano

Tra i prodotti più distintivi dell'artigianato basilicatese vi sono l'arpa di Viggiano (localmente detta arpicedda), strumento iconico dei musicisti ambulanti lucani dei secoli trascorsi; il presepe in cartapesta e il cucù di Matera, un fischietto di argilla a forma di gallo; e l'orologio da torre di Lagonegro, unica realtà del genere nel centro-sud Italia. Anche se quasi scomparsa, è ancora attiva la produzione della balestra di Avigliano, antico coltello considerato un oggetto di pregio per i collezionisti.

### Turismo

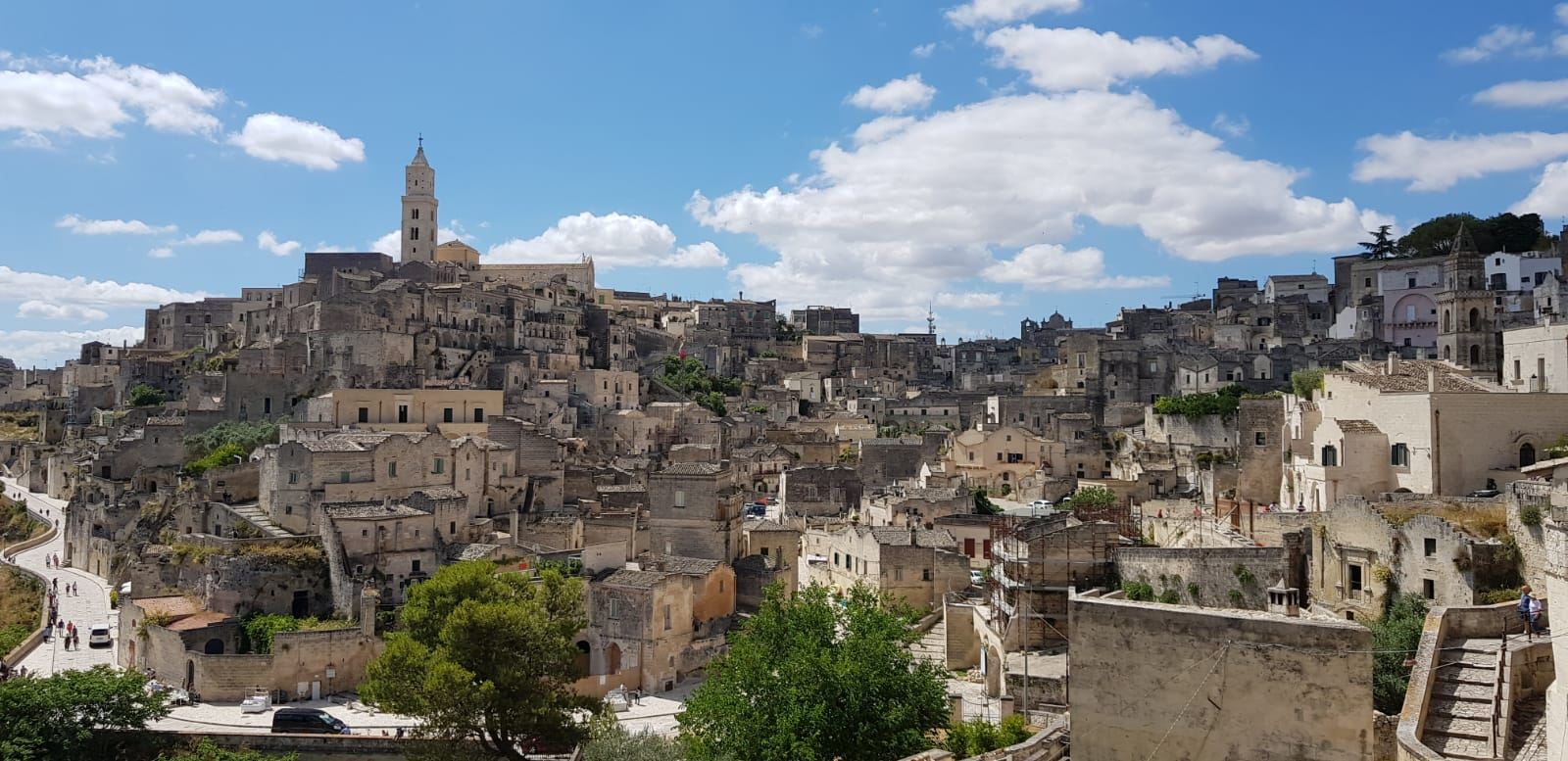
Sassi di Matera

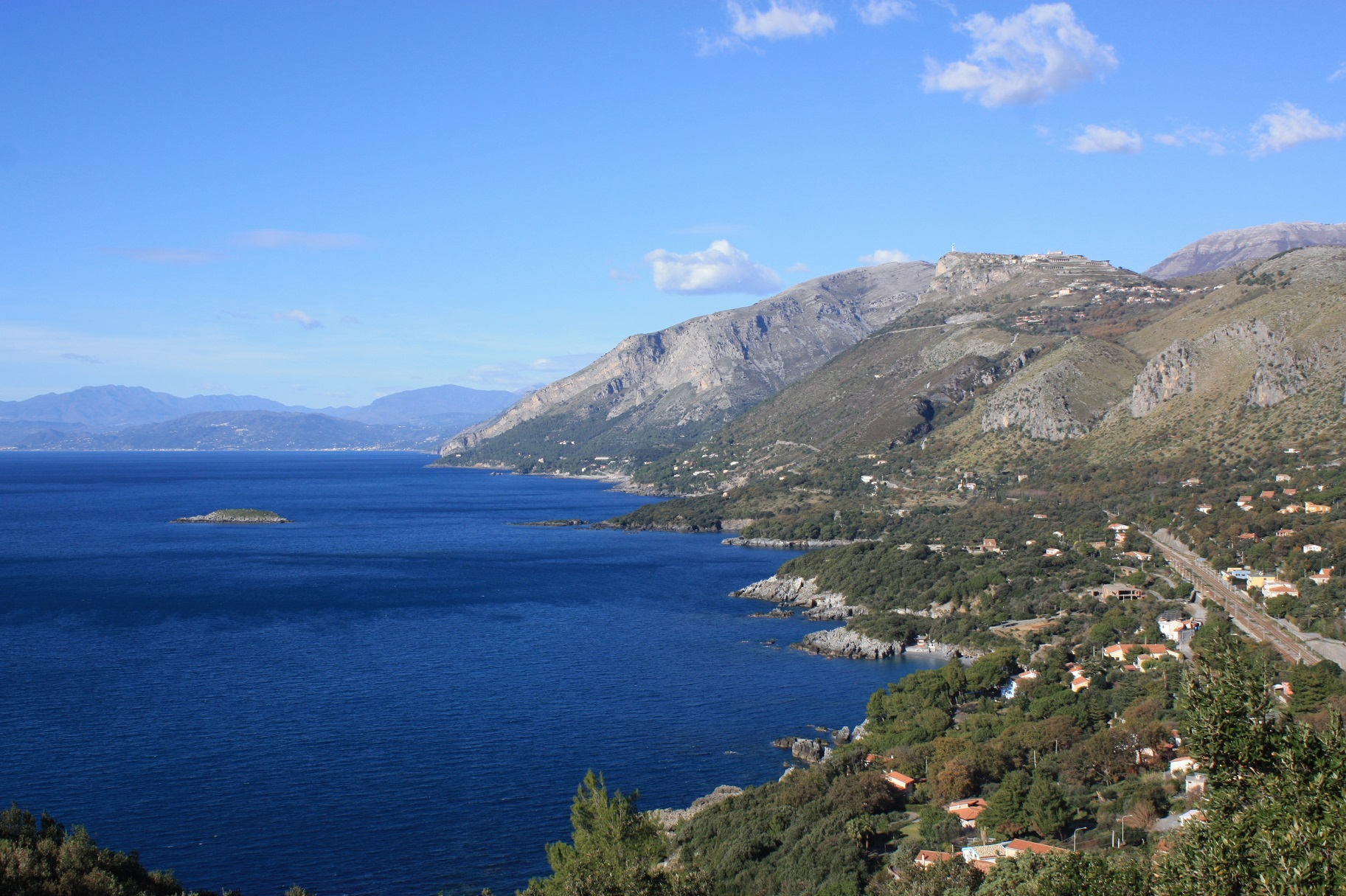
Scorcio della costa di Maratea

Il turismo è basato su tre categorie:
- Storico-culturale per quanto riguarda le città della Magna Grecia (Metaponto, Policoro, Nova Siri), le città d'epoca romana (Venosa, Grumentum), le città medioevali (Melfi, Miglionico, Tricarico, Valsinni), le città fantasma (Craco, Campomaggiore) e i Sassi di Matera, testimonianza di civiltà preistoriche, rupestri e contadine.
- Balneare per quanto riguarda le due coste lucane, quella tirrenica di Maratea (unico sbocco regionale su tale mare) e quella ionica (Metaponto, Pisticci, Scanzano Jonico, Policoro, Rotondella, Nova Siri).
- Montano-escursionistico (parco nazionale del Pollino, il parco nazionale Val d'Agri, le Dolomiti lucane, i laghi di Monticchio e altre zone dell'Appennino lucano)[138] e sciistico (comprensori del Monte Sirino e Sellata-Arioso, Volturino e Viggiano).

Grazie ad un lieve miglioramento di accessibilità, soprattutto dai versanti tirrenico (con il raccordo autostradale Sicignano-Potenza) e ionico (con il potenziamento della SS 106 jonica, da cui si dipartono le arterie di penetrazione lungo i fondovalle del Bradano, del Basento e dell'Agri), la Basilicata ha registrato un costante aumento di arrivi a partire dagli anni 2000. Tuttavia, la regione presenta, ancora, un movimento turistico debole: con circa 700 000 arrivi e poco più di 2 000 000 di presenze all'anno, con una permanenza media di quasi 3 giorni e legata, in massima parte, a Matera e alle località balneari.
Al 2022, la Basilicata è la penultima regione per numero di pernottamenti, prima solo al Molise.

## Infrastrutture e trasporti
Il territorio montuoso ha sempre reso difficili le comunicazioni nella regione; inoltre mancano gli aeroporti, ad eccezione di un'aviosuperficie a Pisticci.
Oltre all'autostrada A2 e al RA5 Potenza - A2, la regione dispone di altre significative arterie, come la S.S. 106 Jonica (strada a scorrimento veloce classificata extraurbana principale),  la S.S. 407 Basentana (strada extraurbana secondaria a due corsie per senso di marcia)  la S.S. 658 Potenza - Melfi (e altre che seguono il corso dei principali fiumi lucani, la S.S. 655 Bradanica (Foggia - Matera) la S.S. 598 Fondovalle dell'Agri e la S.S. 653 Fondavalle del Sinni (Policoro - Lauria). Altre strade di collegamento sono strade provinciali o ex strade statali.
I collegamenti ferroviari sono svolti da Trenitalia e Ferrovie Appulo Lucane che operano nei collegamenti da e verso la regione Puglia e Calabria.
Nella regione sono presenti le seguenti linee ferroviarie:
- Ferrovia Battipaglia-Potenza-Metaponto
- Ferrovia Tirrenica Meridionale
- Ferrovia Jonica
- Ferrovia Foggia-Potenza
- Ferrovia Avellino-Rocchetta Sant'Antonio
- Ferrovia Rocchetta Sant'Antonio-Gioia del Colle
- Ferrovia Bari-Altamura-Matera
- Ferrovia Potenza-Avigliano di Lucania-Altamura
- Ferrovia Avigliano Città-Avigliano di Lucania

È in corso di realizzazione linea Ferrandina-Matera, mentre la ferrovia Sicignano degli Alburni-Lagonegro è sospesa dall'esercizio fin dal 1987.

### Porti

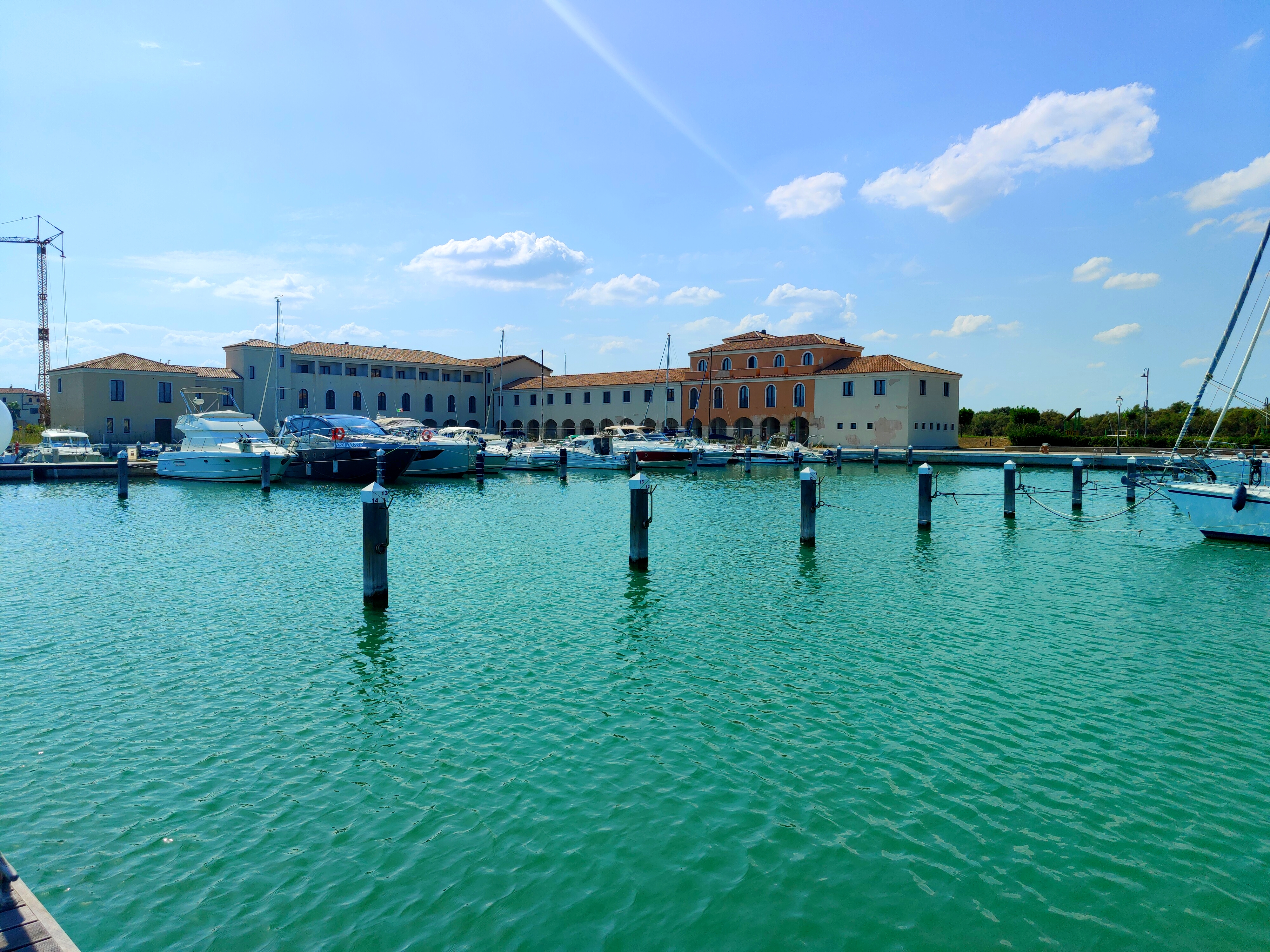
Porto turistico di Policoro

Le uniche strutture portuali presenti in regione sono porti turistici dedicati alla nautica da diporto:
- Porto turistico di Maratea (550 posti barca[143])
- Porto turistico di Pisticci (450 posti barca[144])
- Porto turistico di Policoro (500 posti barca[145])

### Strade
- Autostrada A2 Salerno- Reggio Calabria (dall'uscita di Lagonegro-Maratea Nord all'uscita di Lauria Sud)
- Raccordo autostradale 5 (dall'uscita di Sicignano degli Alburni all'uscita di Potenza Est)
- Strada statale 106 Jonica (dall'uscita di Tavole Palatine - Metaponto a Nova Siri Sud)
- Strada statale 407 Basentana (strada extraurbana secondaria a due corsie per senso di marcia)  la S.S. 658 Potenza - Melfi (e altre che seguono il corso dei principali fiumi lucani, la S.S. 655 Bradanica (Foggia - Matera) la S.S. 598 Fondovalle dell'Agri e la S.S. 653 Fondavalle del Sinni (Policoro - Lauria)

### Trasporto aereo
- Aviosuperficie "Enrico Mattei" a Pisticci Scalo[146] (frazione di Pisticci)

## Cultura

### Istruzione

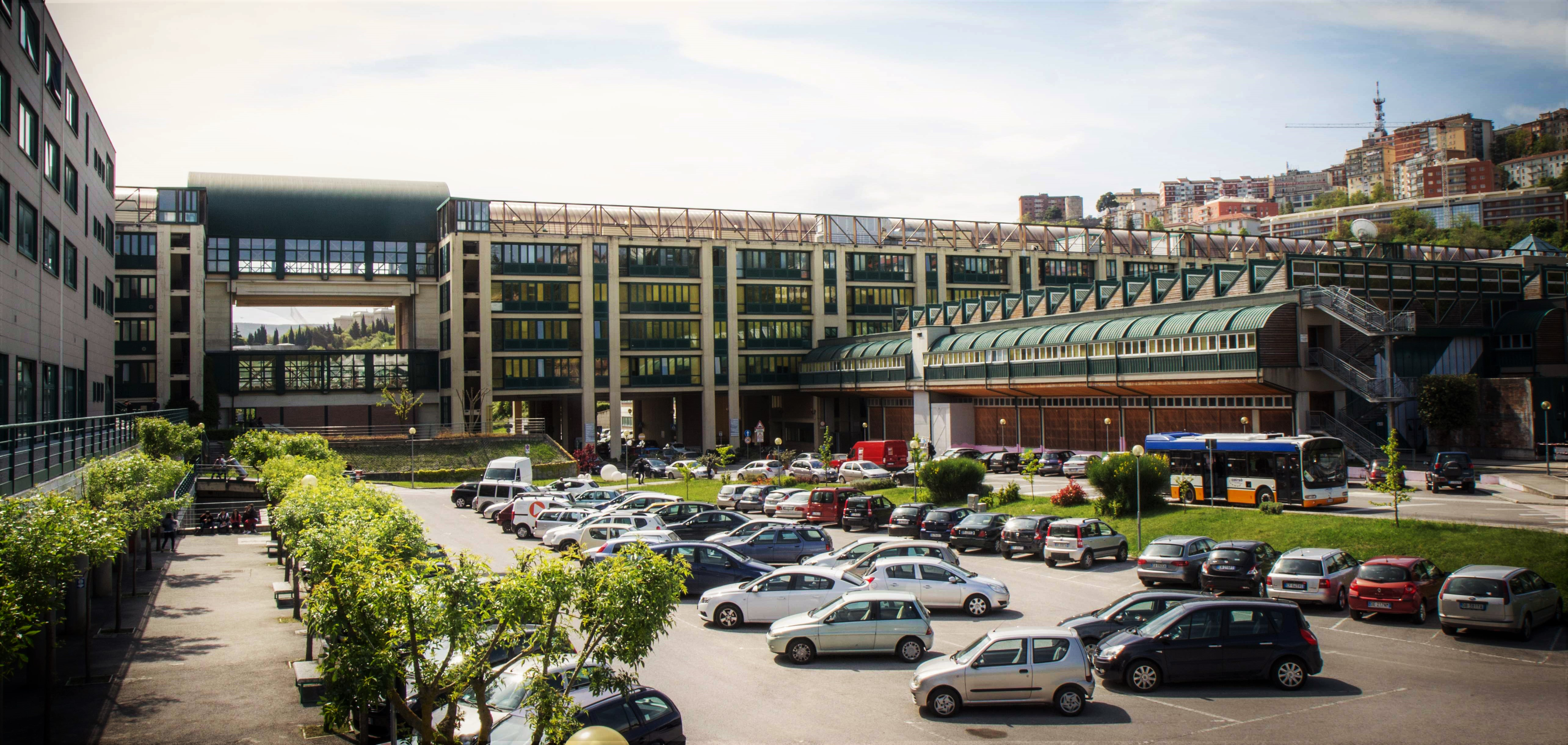
Università della Basilicata: Campus di Macchia Romana, Potenza

L'Università degli Studi della Basilicata, fondata nel 1982, è l'unico istituto universitario statale della regione; ha sede principale a Potenza e una sede distaccata a Matera. La regione ospita due conservatori: il Conservatorio Carlo Gesualdo da Venosa di Potenza e il Conservatorio Egidio Romualdo Duni di Matera. A Matera è ubicata la seconda sede dell'Istituto centrale per il restauro (ICR), inaugurata nel 2017. Dal 1997 Melfi è sede dell'università popolare "Francesco Saverio Nitti", federata alla Unione Nazionale Italiana Educazione Degli Adulti (UNIEDA).

### Ricerca

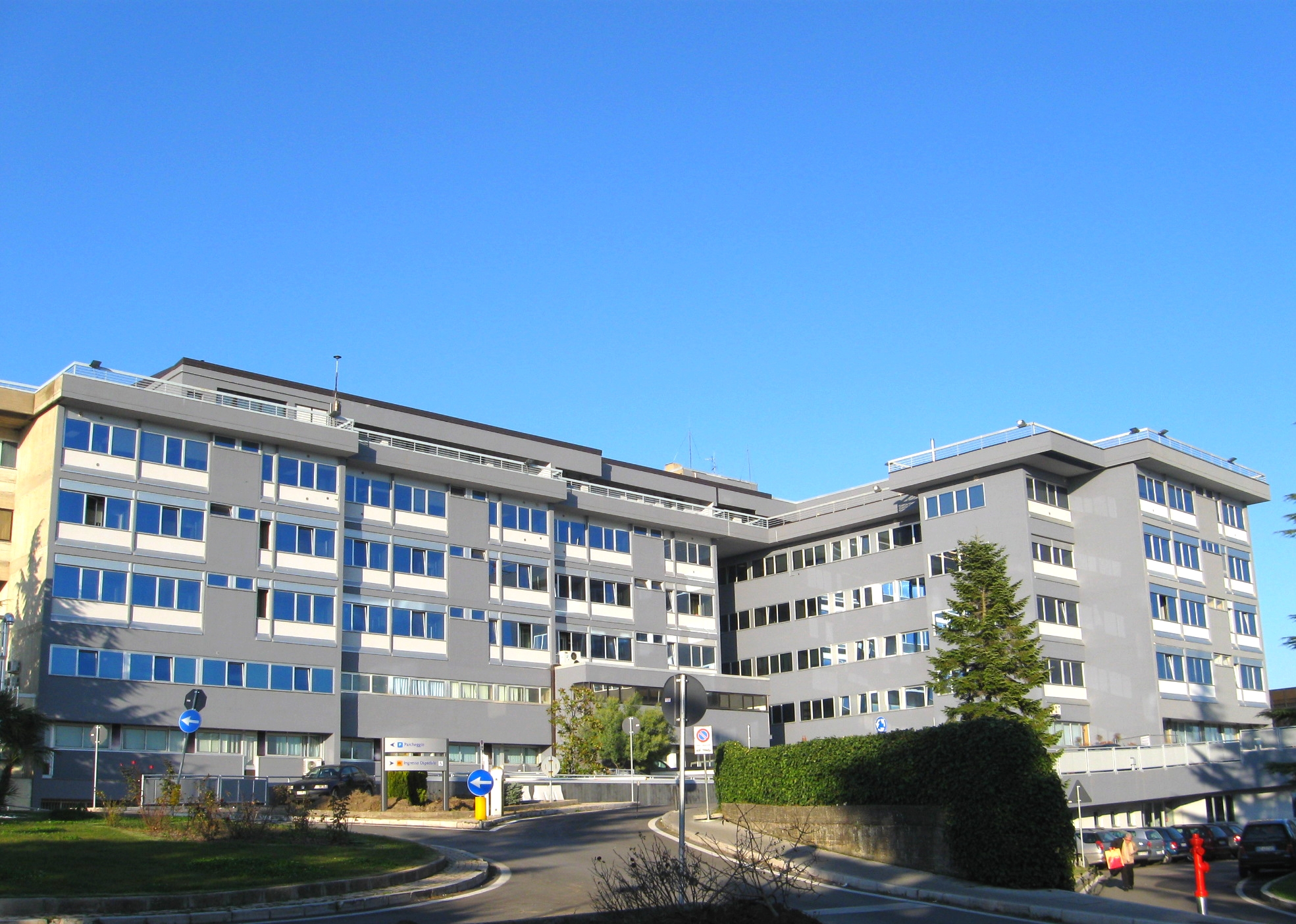
Il CROB di Rionero

L'IRCCS Centro di Riferimento Oncologico della Basilicata (CROB) di Rionero è riconosciuto a livello nazionale nella specializzazione oncologica con decreto ministeriale del 10 marzo 2008 e costituisce il terzo polo oncologico a carattere scientifico del Mezzogiorno, assieme all'IRCCS Giovanni Pascale di Napoli e all'Istituto Tumori Giovanni Paolo II di Bari. Dal 1994 è attivo il Centro di geodesia spaziale Giuseppe Colombo di Matera, parte del gruppo Telespazio, che opera nel campo del telerilevamento. In regione vi sono due osservatori astronomici: l'Osservatorio astronomico di Castelgrande, che possiede il secondo telescopio più grande d'Italia, e il Planetario Osservatorio astronomico di Anzi.
Viggiano accoglie una delle tre sedi della Fondazione Eni Enrico Mattei, specializzata nello sviluppo sostenibile, assieme a Milano e Venezia. A Rotondella è presente il centro ricerche Trisaia dell'ENEA, sede tra le altre cose dell'impianto ITREC (oggi di proprietà della SOGIN). Dal 1991 la zona industriale di Tito Scalo è sede di un'area di ricerca del CNR, composta dall'Istituto di Metodologie di Analisi Ambientale, l'Istituto di Scienze del Patrimonio Culturale e l'Istituto di Struttura della Materia.

### Editoria
In regione sono pubblicati alcuni quotidiani, i principali sono: il Quotidiano del Sud, la Nuova del Sud, la Gazzetta del Mezzogiorno (Edizione Basilicata) e il Giornale di Basilicata.
Le emittenti televisive principali sono Trm di Matera, Telecento e la Nuova TV di Potenza.

### Matera capitale europea della cultura 2019
Candidata nel 2008, Matera è stata designata il 17 ottobre 2014 capitale europea della cultura per l'anno 2019, insieme alla città bulgara di Plovdiv. È stata la quarta città italiana (dopo Bologna, Firenze e Genova), prima del Mezzogiorno, a ricevere questo riconoscimento.

### Arte

#### Preistoria e antichità

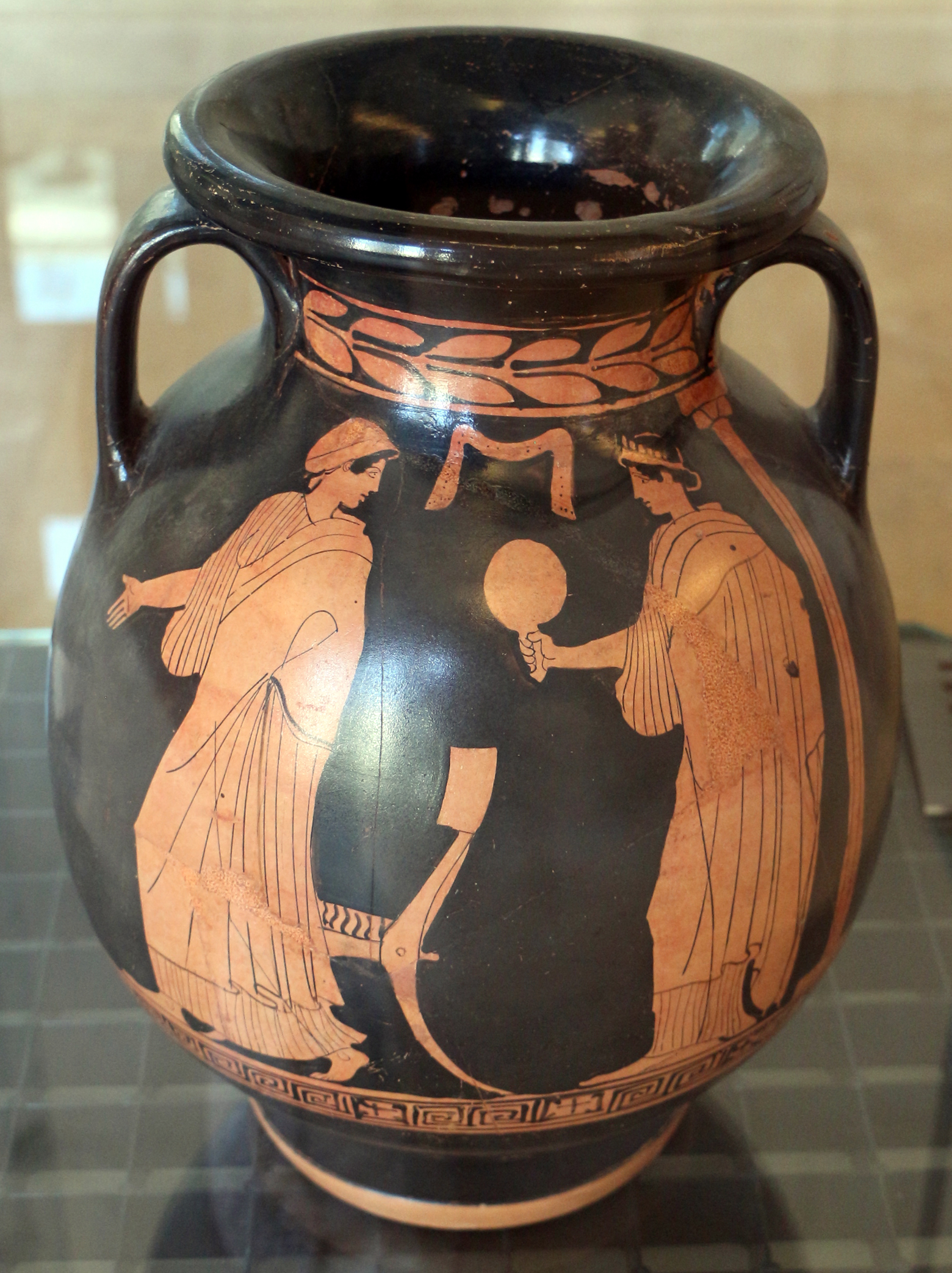
Pelike di Pittore di Pisticci

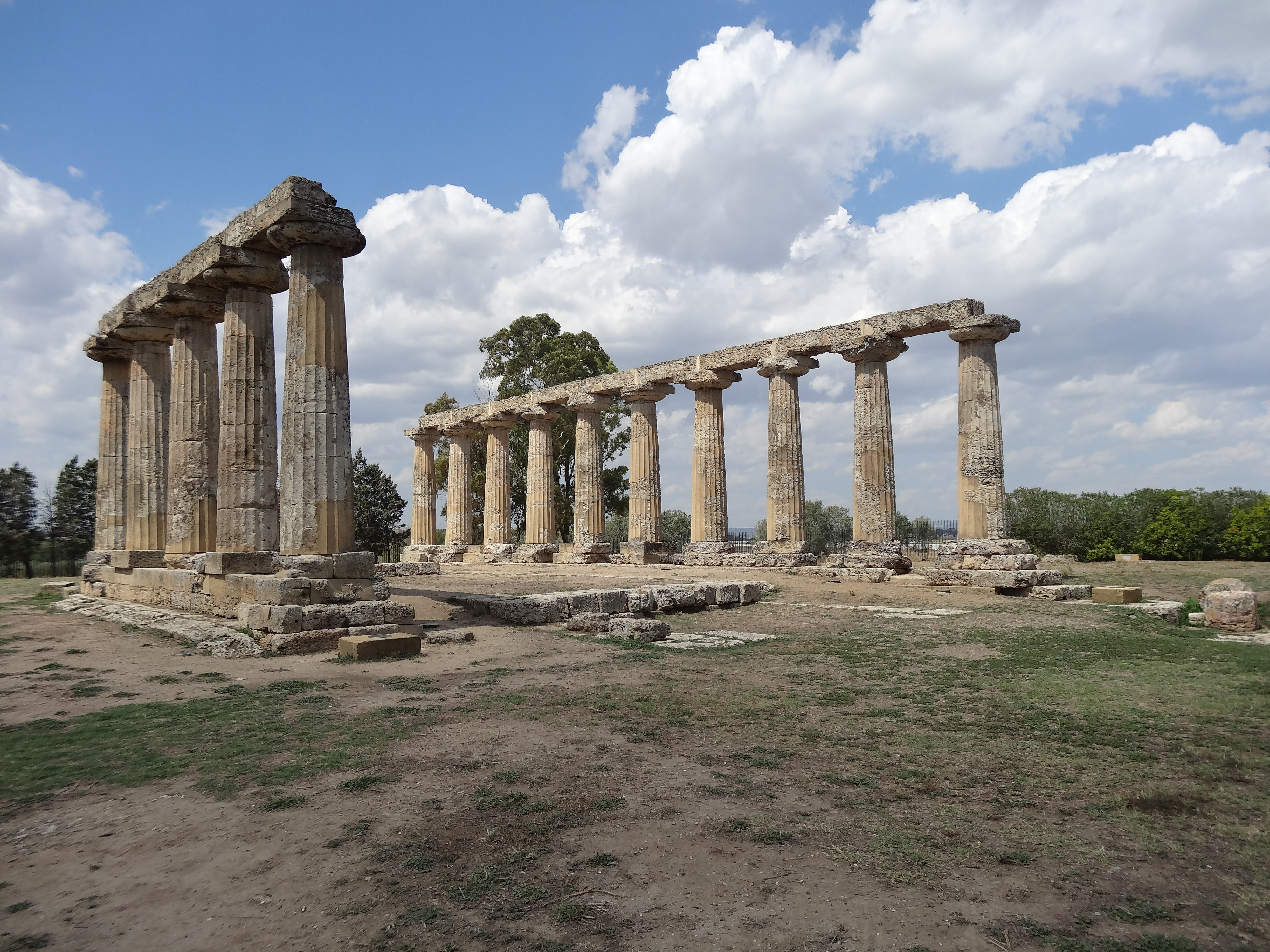
Tavole Palatine, Metaponto

Prime testimonianze artistiche, databili tra fine Paleolitico e Mesolitico, sono rintracciabili nelle pitture rupestri del complesso detto Tuppo dei sassi, nei boschi di Lagopesole, scoperto nel 1965 e considerato la più antica traccia artistica dell’uomo in Basilicata. Testimonianze di epoca preistorica provenienti dall'area della Murgia materana sono custodite nel museo archeologico nazionale Domenico Ridola di Matera.
Il materiale ceramico rivela una grande tradizione nella lavorazione dell'argilla, in gran parte rinvenuto nei siti di Serra d'Alto e Metaponto, in cui operò il Pittore di Pisticci, pioniere della ceramica lucana, la più antica fabbrica di ceramografia italiota; e altri come Pittore di Amico e Pittore di Policoro. Della cultura greca a Metaponto rimangono anche i resti di un tempio dedicato a Hera, noto come Tavole Palatine e detto anche "Scuola di Pitagora" in onore del filosofo che insegnò e visse l'ultima fase della sua vita nell'attuale frazione di Bernalda. Nel territorio di Armento furono rinvenuti reperti orafi e scultorei quali la corona di Kritonios, il Satiro in ginocchio e il cavaliere di Armento, i primi due oggi esposti alle Staatliche Antikensammlungen di Monaco di Baviera, il terzo al British Museum di Londra.
Testimonianza di epoca romana è il cosiddetto sarcofago di Melfi (detto anche di Rapolla, luogo in cui fu rinvenuto), proveniente dall'Asia Minore e oggi preservato nel museo archeologico nazionale del Melfese. Le catacombe ebraiche di Venosa costituiscono un importante lascito di civiltà ebraica in Italia meridionale.

#### Medioevo

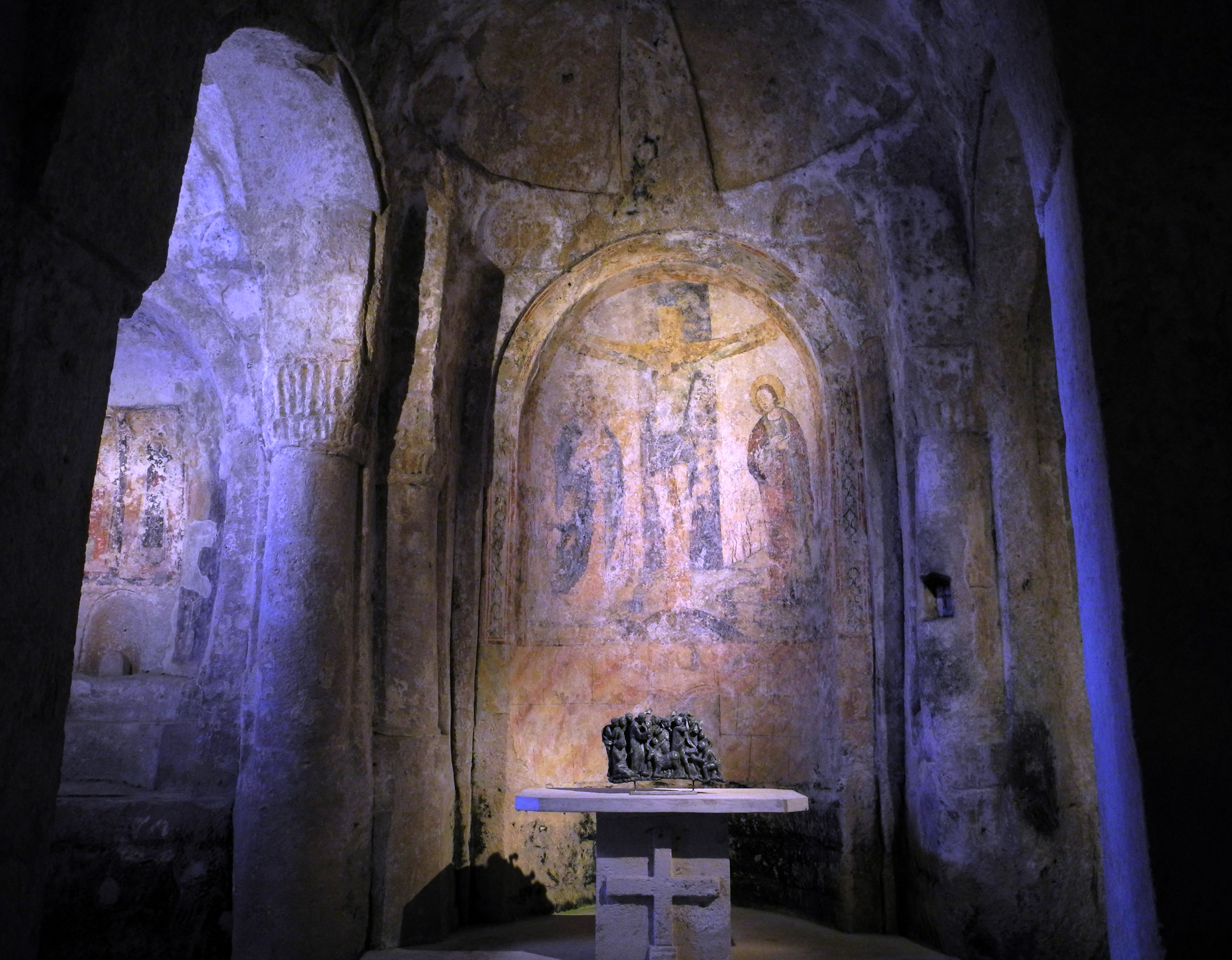
Chiesa rupestre della Madonna delle Virtù, Matera

Nuovi impulsi artistici si ebbero con l'arrivo dei monaci basiliani, in particolare nel Materano dove lasciarono un'alta concentrazione di chiese rupestri (155 a oggi accertate), considerate patrimonio dell'umanità dall'UNESCO, ma anche nel Pollino, nelle valli dell'Agri e del Sinni; seguiti dai benedettini che fecero erigere monumenti come le abbazie dedicate a San Michele Arcangelo di Monticchio e Montescaglioso, e l'abbazia incompiuta di Venosa.

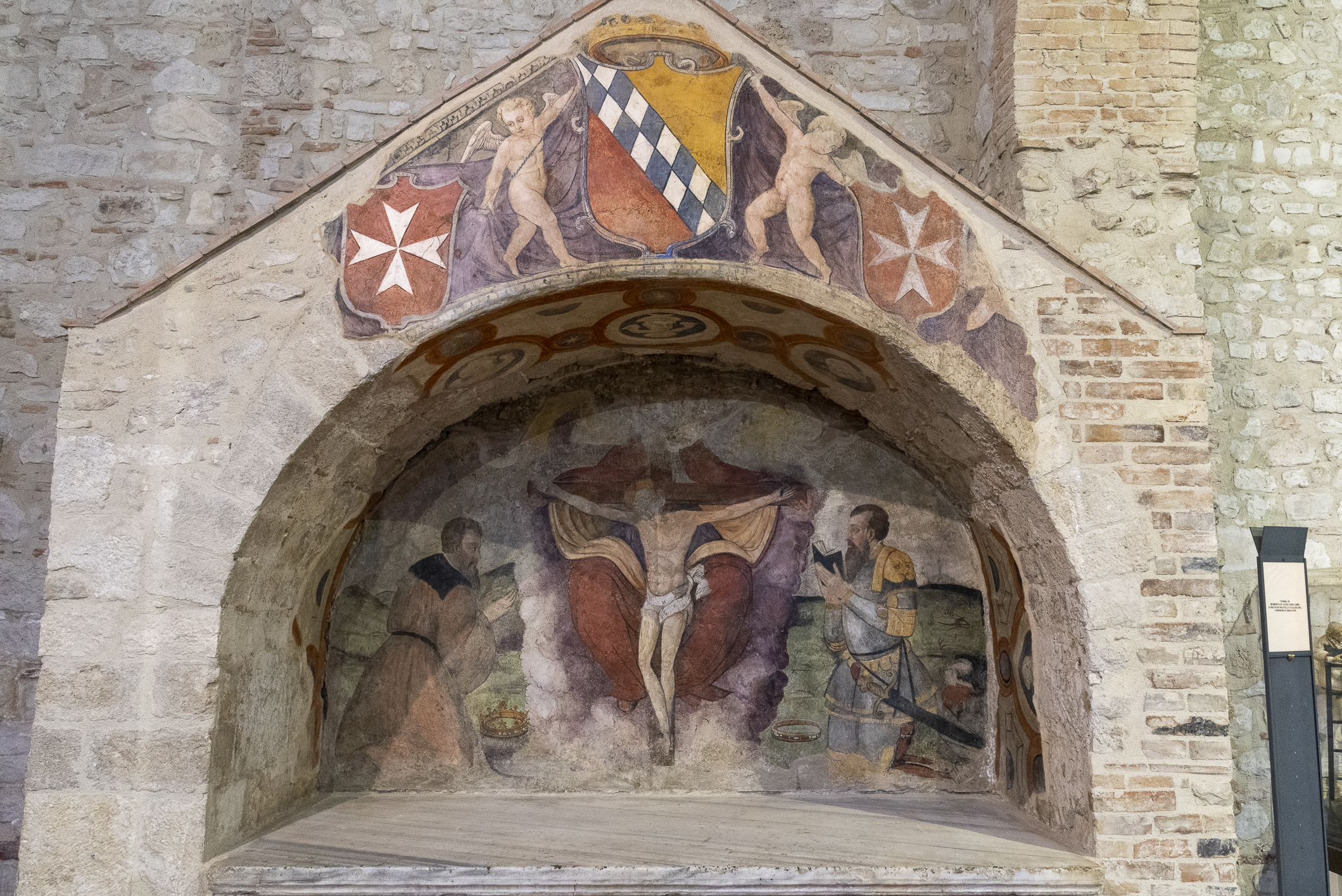
Monumento funerario degli Altavilla, Santissima Trinità di Venosa

Nel periodo normanno e svevo sorsero numerose fortificazioni e ampliamenti di strutture longobarde e bizantine preesistenti, molti dei quali oggi sono ridotti in rovine. Tra le strutture di origine normanno-sveva meglio conservate vi sono i castelli di Melfi, Lagopesole, Miglionico (più noto come Castello del Malconsiglio per le vicende legate alla congiura dei baroni), Valsinni e Palazzo San Gervasio. Esempi di arte romanica sono le cattedrali di Acerenza, Melfi, Rapolla e Matera; la chiesa di San Michele di Potenza, il santuario di Santa Maria Regina di Anglona di Tursi e la badia di Santa Maria di Pierno.
Il complesso della Santissima Trinità di Venosa presenta tracce di origine romana, paleocristiana, longobarda e romanica, e custodisce il sacrario degli Altavilla, in cui furono sepolti Roberto il Guiscardo e i suoi fratelli. Appartengono all'epoca angioina gli affreschi della Trinità di Venosa e delle chiese rupestri di Santa Maria della Valle di Matera, Sant'Antuono di Oppido Lucano, Santa Lucia di Rapolla e di Santa Margherita di Melfi, in quest'ultima vi è raffigurata una delle interpretazioni medievali dell'incontro dei tre vivi e dei tre morti.

#### Età moderna

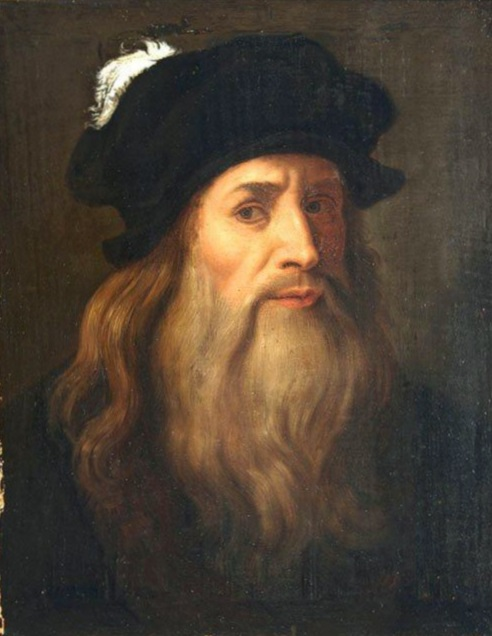
Presunto ritratto di Leonardo da Vinci, Museo delle antiche genti di Lucania, Vaglio

Con l'insediamento aragonese, sorsero i castelli di Venosa, Bernalda e il castello Tramontano di Matera, rimasto incompiuto dopo l'assassinio del suo feudatario Giovan Carlo Tramontano, e il palazzo Loffredo di Potenza, oggi sede del museo archeologico nazionale della Basilicata. Prime testimonianze rinascimentali in Basilicata sono il presepe in pietra di Altobello Persio e la cappella dell'Annunziata realizzata dal figlio Giulio, entrambi nella cattedrale di Matera; nonché il polittico di Miglionico realizzato da Cima da Conegliano, il polittico di Giovanni Bellini custodito nella chiesa di Santa Maria della Platea a Genzano di Lucania e la statua di Sant'Eufemia, di incerta attribuzione al Mantegna o a Pietro Lombardo, nella concattedrale di Santa Maria Assunta di Irsina.
A quest'epoca risale un presunto ritratto di Leonardo da Vinci (etichettato come ritratto lucano), conservato nel museo delle antiche genti di Lucania di Vaglio. Agli inizi del cinquecento, i pittori toscani Bartolomeo da Pistoia e Simone da Firenze operarono in Basilicata: il primo fu autore di affreschi nel santuario di San Donato a Ripacandida e nella chiesa matrice di San Giovanni Battista a Calciano, il secondo realizzò numerose opere, in particolare una raffigurazione dell'adorazione dei Magi nella concattedrale di Sant'Andrea di Venosa (della quale è rimasta un frammento) e un polittico nella chiesa di Santa Maria degli Angeli a Senise, assieme ad altre disseminate tra Stigliano, San Chirico Raparo e Salandra.
La pittura locale, di scuola napoletana, ebbe come esponenti Giovanni de Gregorio detto "Il Pietrafesa", Carlo Sellitto, Pietro Antonio Ferro e Giovanni Todisco. Da Napoli giunsero alcuni pittori fiamminghi che lasciarono non poche opere in terra lucana, alcuni nomi sono Dirk Hendricksz, Guglielmo Borremans, Aert Mytens, Cristiano Danona e Cornelis Smet.

#### Dal Barocco all'età contemporanea

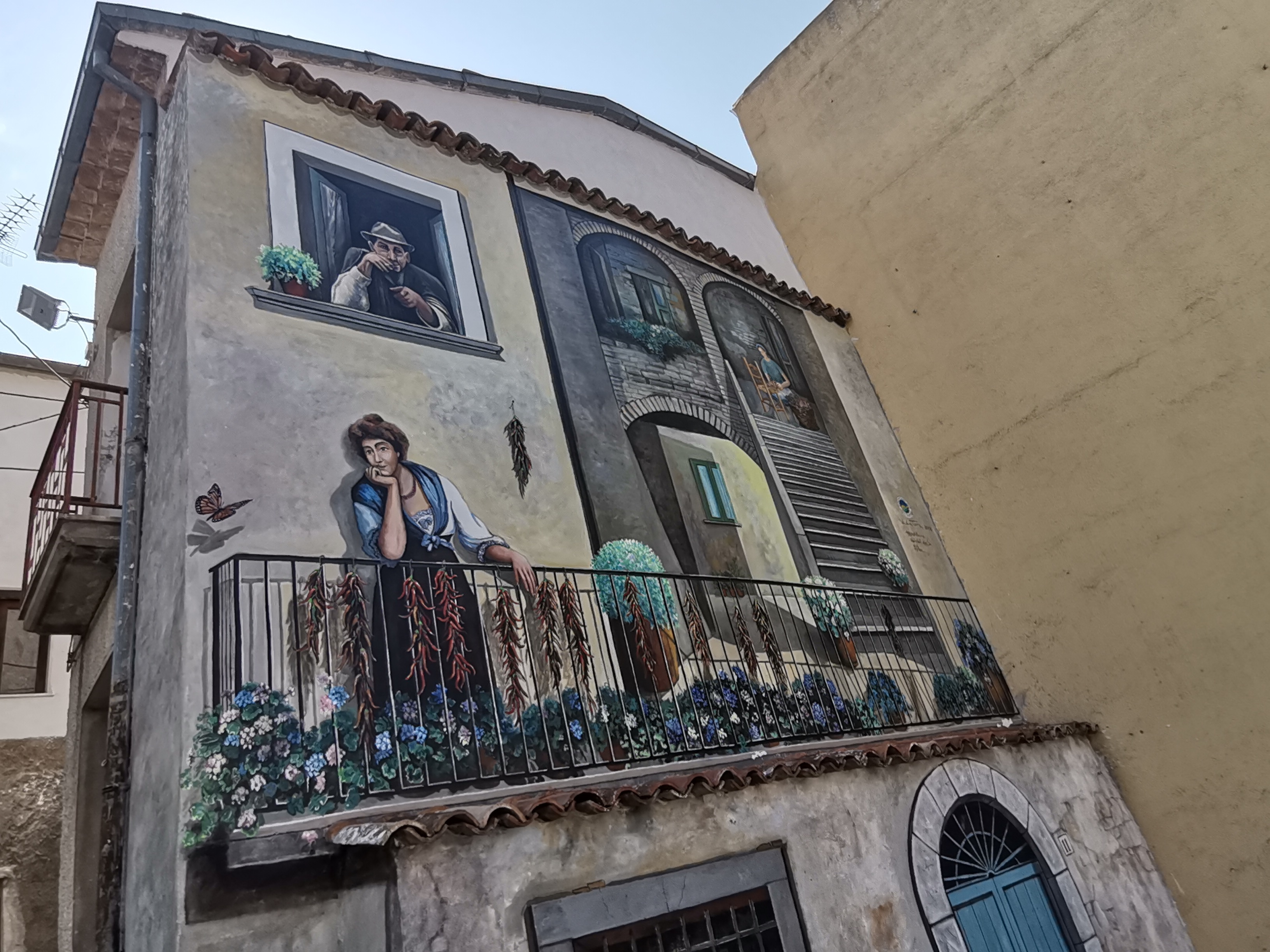
Murale a Satriano di Lucania

All'epoca barocca risalgono il palazzo Lanfranchi e il palazzo del Sedile di Matera, oggi sede del conservatorio. Il palazzo vescovile di Melfi, benché di origini normanne, subì radicali mutazioni a causa dei terremoti, fino ad assumere un impianto prettamente barocco. Nel XIX secolo si distinsero i pittori Giacomo Di Chirico, Vincenzo Marinelli, Michele Tedesco e lo scultore Antonio Busciolano.
A Palazzo San Gervasio, Camillo D'Errico, ricco possidente con la passione dell'arte, acquistò quadri di scuola napoletana e europea arrivando, con il passare del tempo, a formare una grande pinacoteca. Con oltre trecento dipinti, circa cinquecento stampe e seimila volumi, quella del D'Errico è la più grande collezione privata del Mezzogiorno. Ad oggi, le opere sono esposte tra la pinacoteca D'Errico di Palazzo San Gervasio e il Museo d'arte medievale e moderna di Matera.
Tra gli artisti contemporanei sono da citare i pittori Joseph Stella, Luigi Guerricchio, Mauro Masi, Antonio Masini, Maria Padula e gli scultori Marino di Teana e Eugenio Santoro. Carlo Levi, Kengiro Azuma, José Ortega lasciarono importanti opere in Basilicata, oggi custodite a Matera. È di Bruno Innocenti il Cristo di Maratea, una delle statue dedicate al Redentore più grandi d'Europa e la seconda statua più alta d'Italia.
L'artista rumeno Constantin Udroiu, esule sotto il regime di Ceaușescu ed esponente dell'arte bizantina contemporanea, realizzò opere pittoriche in diverse località della regione: Accettura, Matera, Montescaglioso, Potenza, Melfi, Genzano di Lucania, Bernalda, Metaponto, Montalbano Jonico e Ferrandina. Negli anni ottanta nacque il fenomeno dei murales di Satriano di Lucania, che ha fregiato il comune del titolo di "borgo più dipinto d'Italia". Altri murales possono essere ammirati nei comuni vicini di Sant'Angelo Le Fratte e Savoia di Lucania.

### Letteratura

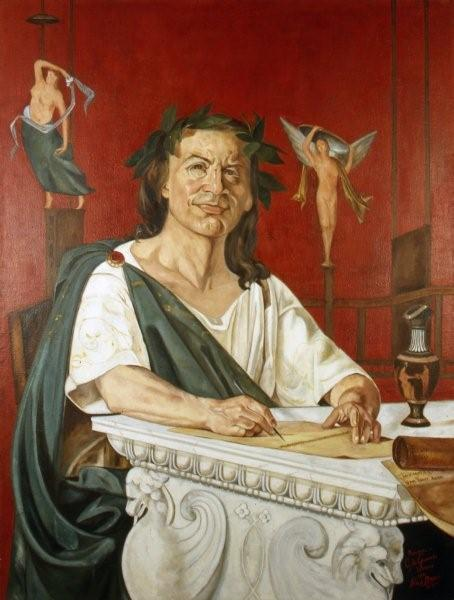
Orazio Flacco, Giacomo Di Chirico (1871)

In epoca romana, la colonia di Venosa diede i natali a Quinto Orazio Flacco, semplicemente noto come Orazio, uno dei maggiori poeti latini, dalle cui opere sono tratte citazioni in uso ancora oggi come Carpe diem, Aurea mediocritas, Nunc est bibendum e In medias res. Orazio, che visse la fanciullezza nel Vulture, decantava nelle sue odi la natia Venosa e altri luoghi che frequentava nella prima fase della sua vita come Acerenza, Forenza e Banzi.
Sotto il dominio svevo, la Basilicata conobbe uno sviluppo letterario, in particolare nel Vulture, attraverso figure come Riccardo da Venosa ed Eustachio da Matera. Per secoli ignorata, Paolino e Polla di Riccardo da Venosa, fu riscoperta a metà dell'Ottocento e, in tempi moderni, è stata oggetto di studio per la sua particolare vena ironica.
Il Rinascimento basilicatese vide Venosa come principale centro culturale, favorita dall'eredità di Orazio e dal mecenatismo dei Gesualdo e Del Balzo; con la nascita dell'Accademia dei Piacevoli e dei Soavi e l'Accademia dei Rinascenti, quest'ultima fondata da Emanuele Gesualdo, figlio del compositore Carlo. Il petrarchismo ebbe come esponenti Isabella di Morra, benché il suo stile oscuro e malinconico si differenziava dalla poesia amorosa in voga al tempo, tanto da anticipare i temi che saranno propri del Romanticismo; e Aurora Sanseverino, poetessa dell'Arcadia, annoverata tra i più grandi mecenati del regno di Napoli in epoca barocca. Tommaso Stigliani, personaggio irriverente e, inizialmente, amico di Giovan Battista Marino, divenne in seguito uno dei maggiori letterati antimarinisti del suo tempo. Lo cunto de li cunti di Giambattista Basile raccoglie diverse fiabe ambientate in Basilicata, come nelle zone di Lagonegro, Acerenza e Lagopesole.
Successivamente, la Basilicata, sempre più isolata e lontana dal progresso, conobbe un irreversibile declino culturale che spinse diversi intellettuali a spostarsi nei maggiori centri come Napoli o al di fuori del regno. Tra il Settecento e l'Ottocento si distinsero Francesco Lomonaco, detto il "Plutarco italiano" e mentore di Alessandro Manzoni; Ferdinando Petruccelli della Gattina, considerato l'iniziatore del romanzo parlamentare italiano; Nicola Sole, autore di apprezzati canti patriottici; Francesco Torraca, noto per i suoi studi su Dante e uno dei maggiori critici letterari del suo tempo. In campo giuridico spiccano Giovanni Battista De Luca, considerato il fondatore del lessico giuridico italiano; e Mario Pagano, che gettò le basi dell'odierna Corte Costituzionale.
Tra gli autori del Novecento lucano una menzione va a Leonardo Sinisgalli, Rocco Scotellaro, Beniamino Placido e Albino Pierro, tre volte candidato al premio Nobel per la letteratura. Carlo Alianello, romano di origini lucane, ambientò alcune opere letterarie nella terra d'origine dei suoi genitori, tra cui L'alfiere e L'eredità della priora, che diverranno soggetto di miniserie televisive. Tra i contemporanei sono da citare Raffaele Nigro, Gaetano Cappelli, Giuseppe Lupo e Mariolina Venezia.

### Musica

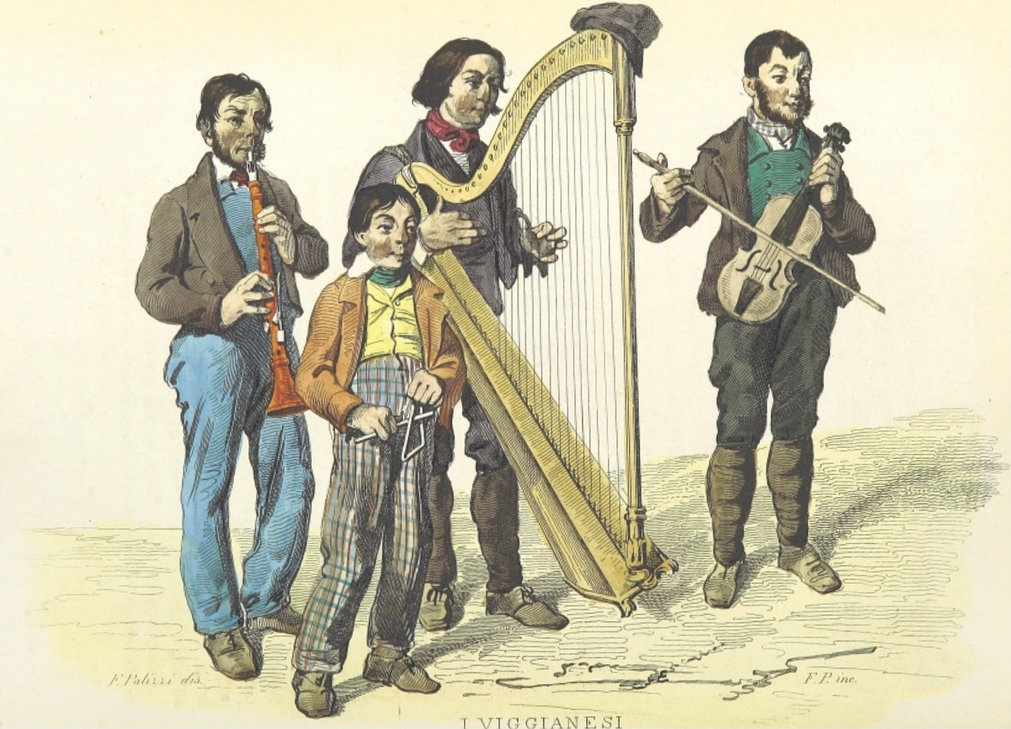
I viggianesi, Filippo Palizzi (1853)

Uno strumento musicale tipico del folclore lucano è l'arpa viggianese (detta anche arpa portativa o, in dialetto, arpicedda), un'arpa di modeste dimensioni, con una struttura sottile e leggera che ne facilitano il trasporto. Nei secoli trascorsi, fu lo strumento distintivo dei musicisti erranti della Val d'Agri che vagarono per il mondo esportando le proprie tradizioni, molti dei quali furono ammessi in orchestre sinfoniche a livello internazionale. L'arpa portativa è anche lo strumento di Remì, protagonista di Senza famiglia di Hector Malot, il quale avrebbe tratto ispirazione dai musicanti viggianesi e il loro caratteristico strumento. A Viggiano ha sede la prima scuola in Italia di arpa popolare italiana, fondata dall'arpista Giuliana De Donno, già componente del gruppo musicale Paideja. Altri strumenti della tradizione sono zampogna, ciaramella e cupa cupa.
Tra i compositori sono da menzionare Giovanni da Oppido, autore del più antico manoscritto pervenuto di musica ebraica; Carlo Gesualdo da Venosa, talvolta citato come il maggiore madrigalista del XVI secolo; e Carlo Curti, fondatore dell'Orquestra Típica Mexicana, considerata una precorritrice delle bande mariachi; tra gli altri Giovanni Maria Trabaci, Egidio Romualdo Duni, Vincenzo Ferroni, Francesco Stabile, Rocco Cristiano e Leonardo De Lorenzo. Il duo comico Lyons and Yosco ottenne notorietà negli Stati Uniti con il brano Spaghetti Rag, che vendette un milione di copie. Ruggero Leoncavallo, durante un soggiorno a Potenza, avrebbe intrapreso la composizione dell'opera Chatterton.
Tra gli artisti moderni, grande successo è stato riscosso da Mango e Arisa in ambito pop; per quanto riguarda la musica etnica un notevole contributo si deve ad Antonio Infantino e i Tarantolati di Tricarico. Nei primi anni duemila è stato attivo sulla scena musicale il gruppo rock Le Mani. Un'altra formazione musicale, i Krikka Reggae, presenta uno stile che abbina il dialetto metapontino alla musica giamaicana. Nel panorama chitarristico spiccano Vittorio Camardese, medico di professione che rivoluzionò la tecnica del tapping, e Pino Forastiere, tra i maggiori rappresentanti della chitarra acustica moderna in Italia. GionnyScandal, FSK Satellite e Angelina Mango si sono distinti nel panorama musicale italiano degli anni recenti.

### Cinema e televisione

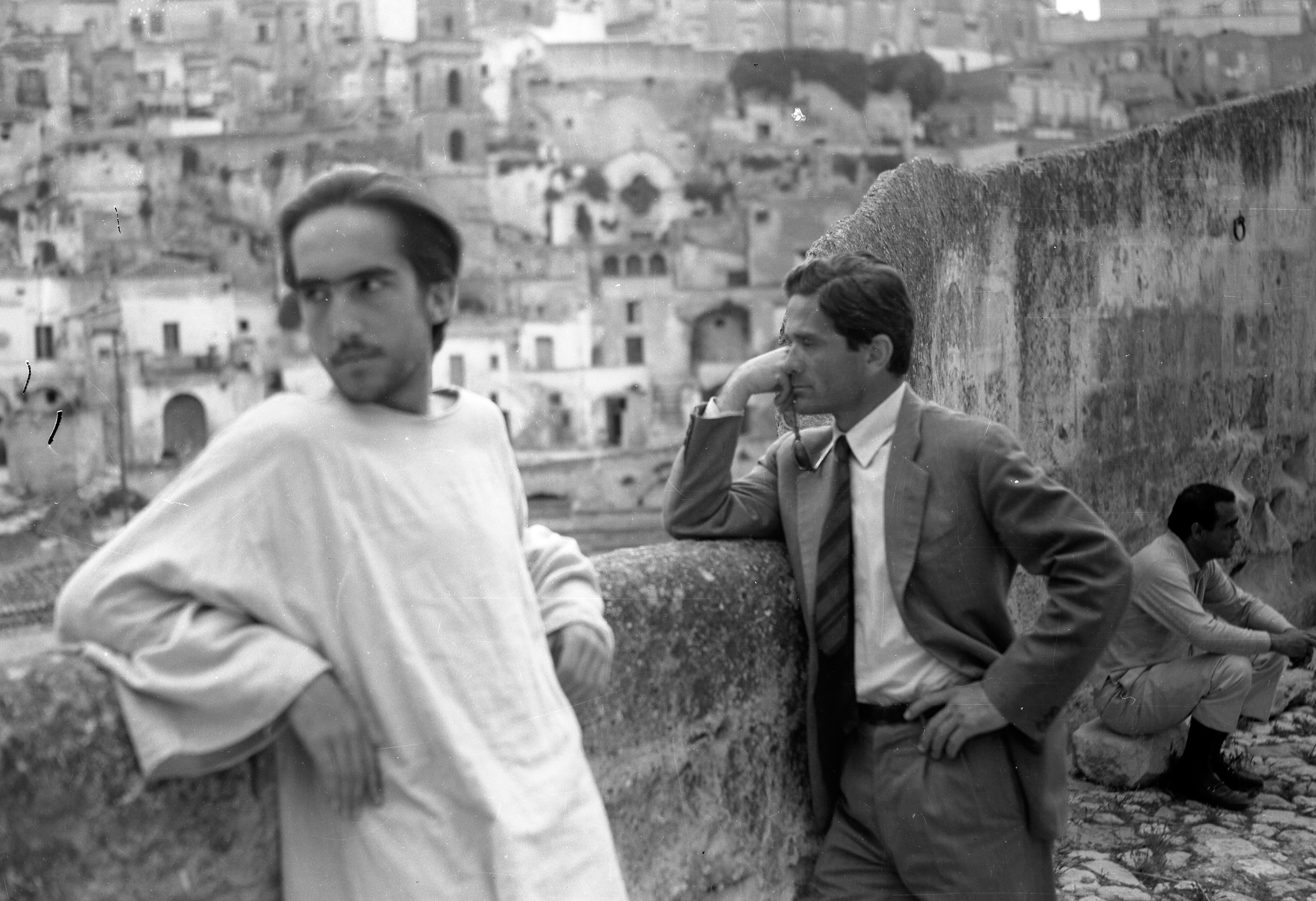
Enrique Irazoqui e Pier Paolo Pasolini a Matera, sul set de Il vangelo secondo Matteo (1964)

Nonostante, sul finire degli anni venti del novecento, la regione iniziò ad apparire su alcune produzioni propagandistiche dell'Istituto Luce, solo a partire dal dopoguerra la Basilicata diventa meta di numerose pellicole cinematografiche nazionali e internazionali.
Matera è il palcoscenico più ambito. I Sassi fanno da sfondo per diverse produzioni a tema religioso, che accomunano la città a Gerusalemme; nonché a carattere etnico-sociale, rappresentando terre arcaiche, misteriose e lontane dalla civiltà. Altri centri cinematografici sono Craco, Melfi, Maratea e, in anni recenti, la scenografia ha interessato anche i comuni sulle Dolomiti lucane come Castelmezzano e Pietrapertosa.
La prima pellicola girata in regione fu Nel mezzogiorno qualcosa è cambiato (1949) di Carlo Lizzani, un documentario dedicato alla questione meridionale, in cui Matera appare tra i luoghi di ripresa. Nel tempo si sono succedute altre opere come Gli anni ruggenti (1962), Il demonio (1963), Il Vangelo secondo Matteo (1964), Non si sevizia un paperino (1972), Cristo si è fermato a Eboli (1979), Io non ho paura (2003), La Passione di Cristo (2004), Quantum of Solace (2008), Basilicata coast to coast (2010), Wonder Woman (2017) e No Time to Die (2021). Film come Il brigante di Tacca del Lupo (1952), Il conte di Matera (1957), Li chiamarono... briganti! (1999) sono ambientati in Basilicata, ma le riprese non vennero effettuate in regione. Rocco e i suoi fratelli (1960), benché girato e ambientato a Milano, ha come protagonista una famiglia di immigrati lucani, su scelta del regista Luchino Visconti dopo un periodo di ricerche su usi e costumi locali.
Tra le serie televisive sono da menzionare L'Alfiere (1956), L'eredità della priora (1980), Il generale dei briganti (2012), Questo è il mio paese (2015), Sorelle (2017), Imma Tataranni - Sostituto procuratore (2019) e Per Elisa - Il caso Claps (2023).
Personalità che si sono distinte nel mondo cinematografico sono registi e sceneggiatori come Robert G. Vignola, Pasquale Festa Campanile, Ruggero Deodato, Tanio Boccia, Pasquale Plastino e attori come Rocco Papaleo, Antonio Petrocelli, Antonio Gerardi, Domenico Fortunato, Carmen Di Pietro, Caterina Sylos Labini e Alessandra Di Sanzo.

### Teatro

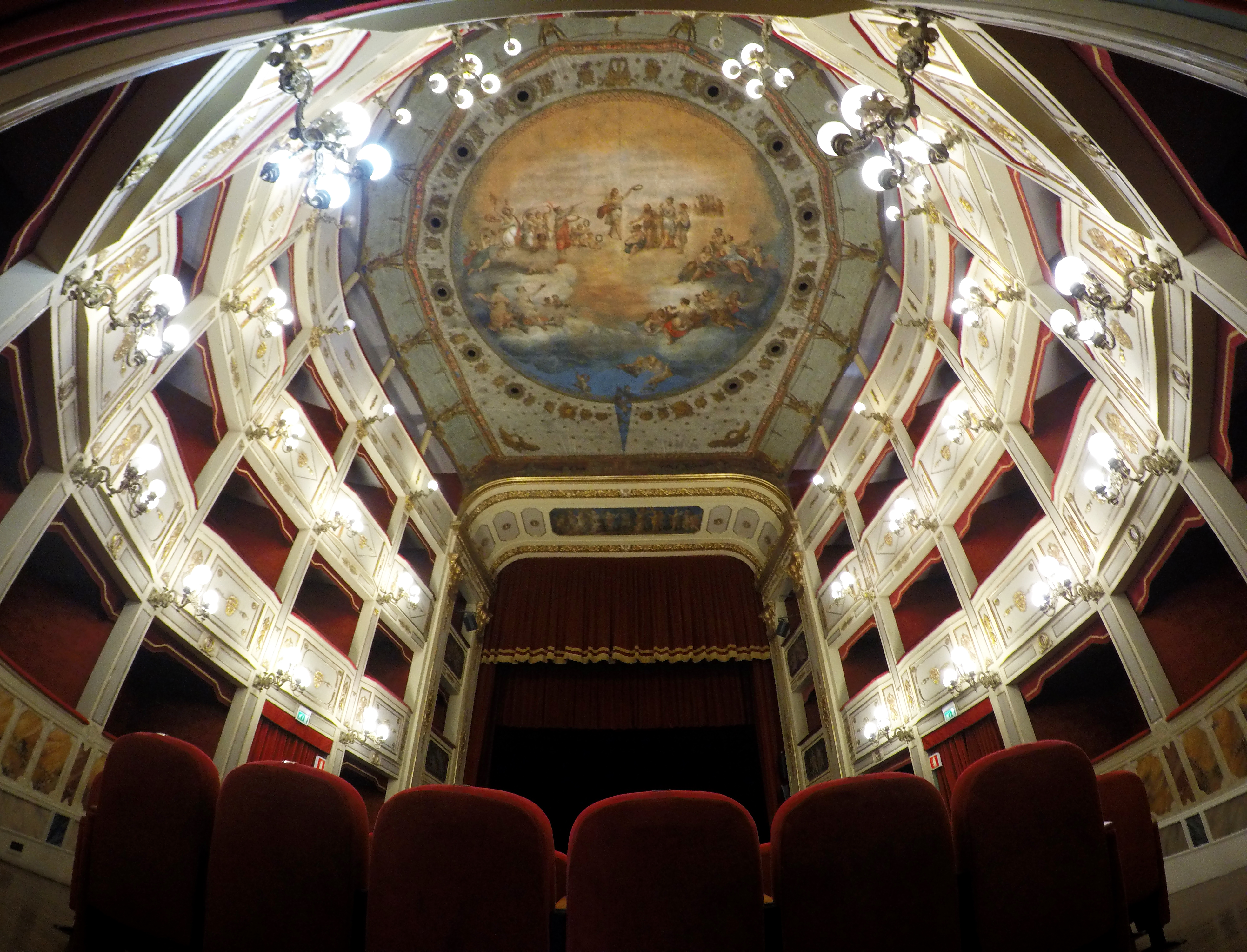
Teatro Francesco Stabile, Potenza

Il teatro Francesco Stabile di Potenza è l'unico teatro lirico della Basilicata, inaugurato nel 1881 alla presenza del re Umberto I, della regina Margherita e del principe Amedeo, che assistettero a La traviata di Giuseppe Verdi. In città è anche ubicato il Cineteatro Don Bosco, sorto nel 1930 e restaurato tra il 1985 e il 1990 dopo un lungo periodo di inattività.
Altri teatri storici sono il Teatro Ruggero II di Melfi, i cui lavori iniziarono nel 1856; Teatro Lovaglio di Venosa, inaugurato nel 1936, in cui furono proiettati i primi film del cinema muto e premiato nel 2002 con una medaglia d’oro dall'Associazione Generale Italiana dello Spettacolo (AGIS) per aver superato i 60 anni di attività cinematografica; Cineteatro Duni di Matera, istituito nel 1948, il più capiente della regione con 1.200 posti.
In regione ci sono anche due auditorium: l'Auditorium del Conservatorio Carlo Gesualdo da Venosa di Potenza, realizzato nel 1986, e l'Auditorium Raffaele Gervasio di Matera.
Tra i maggiori esponenti teatrali della regione vi sono Ulderico Pesce e Egidia Bruno.

### Cucina

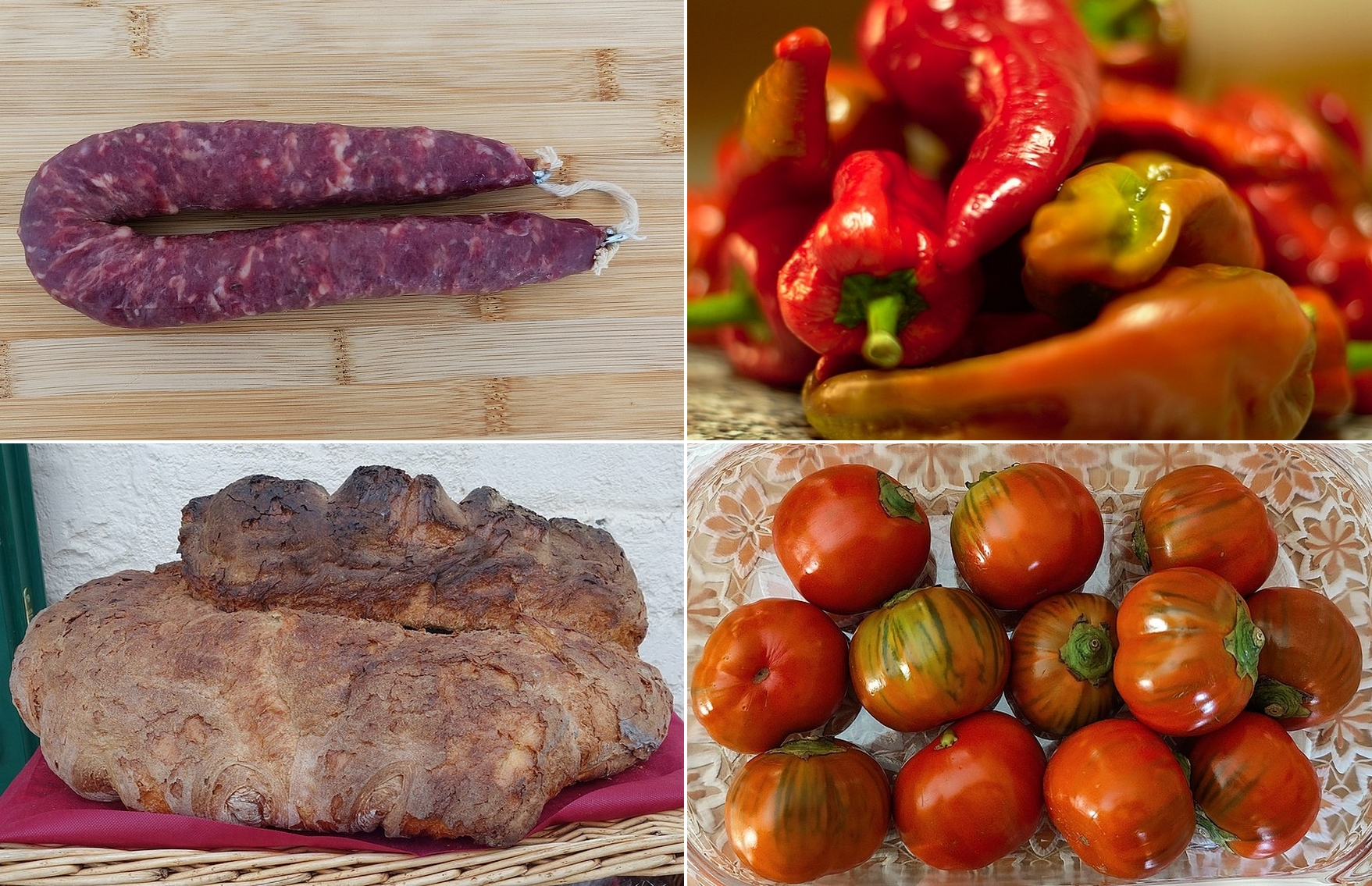
Alcuni prodotti lucani a marchio di qualità: Lucanica di Picerno, Peperone di Senise, Pane di Matera, Melanzana Rossa di Rotonda

La cucina lucana è, perlopiù, basata sul consumo di carni suine e ovine, legumi, cereali, verdure e tuberi. Tratti tipici della cucina tradizionale sono l'ampio uso di mollica di pane e frutta secca come condimento e di aromi come peperoncino e rafano.
Specialità della gastronomia regionale è il peperone crusco, a cui è stato attribuito l'appellativo di "oro rosso" della Basilicata; un peperone essiccato dal sapore delicato, consumato sia come spuntino sia come ingrediente di numerose ricette locali. Il peperone crusco viene ottenuto dall'essiccazione della varietà di Senise, una delle più pregiate a livello nazionale.
Di rilevanza sono i salumi come la salsiccia con la varietà lucanica (come fu definita dai Romani questa specialità lucana, diventata poi nota in nord Italia come luganega), oggi conosciuta come lucanica di Picerno. Tra i formaggi, spiccano pecorino di Filiano, canestrato di Moliterno, caciocavallo podolico, padraccio e treccia dura (o treccione).
Tra i prodotti da forno vi sono pane di Matera, pane di Trecchina, il pane di patata di San Severino Lucano, mentre carchiola, strazzata, pastizz e falagone costituiscono un importante elemento del cibo di strada regionale. Nel Pollino è tipico il mischiglio, una miscela di farine di legumi e cereali che trova impiego nella lavorazione di pasta e prodotti da forno. Per quanto riguarda gli alcolici, si ricordano l'Amaro Lucano di Pisticci e la Birra Morena di Balvano.
La Basilicata è, altresì, nota per le sue acque minerali. Nelle sorgenti del Vulture, area di maggior produzione, i materiali vulcanici forniscono alle acque sorgive una naturale effervescenza, caratteristica rara nel panorama delle acque minerali. Tali acque vengono imbottigliate presso Monticchio Bagni, frazione di Rionero.

### Eventi

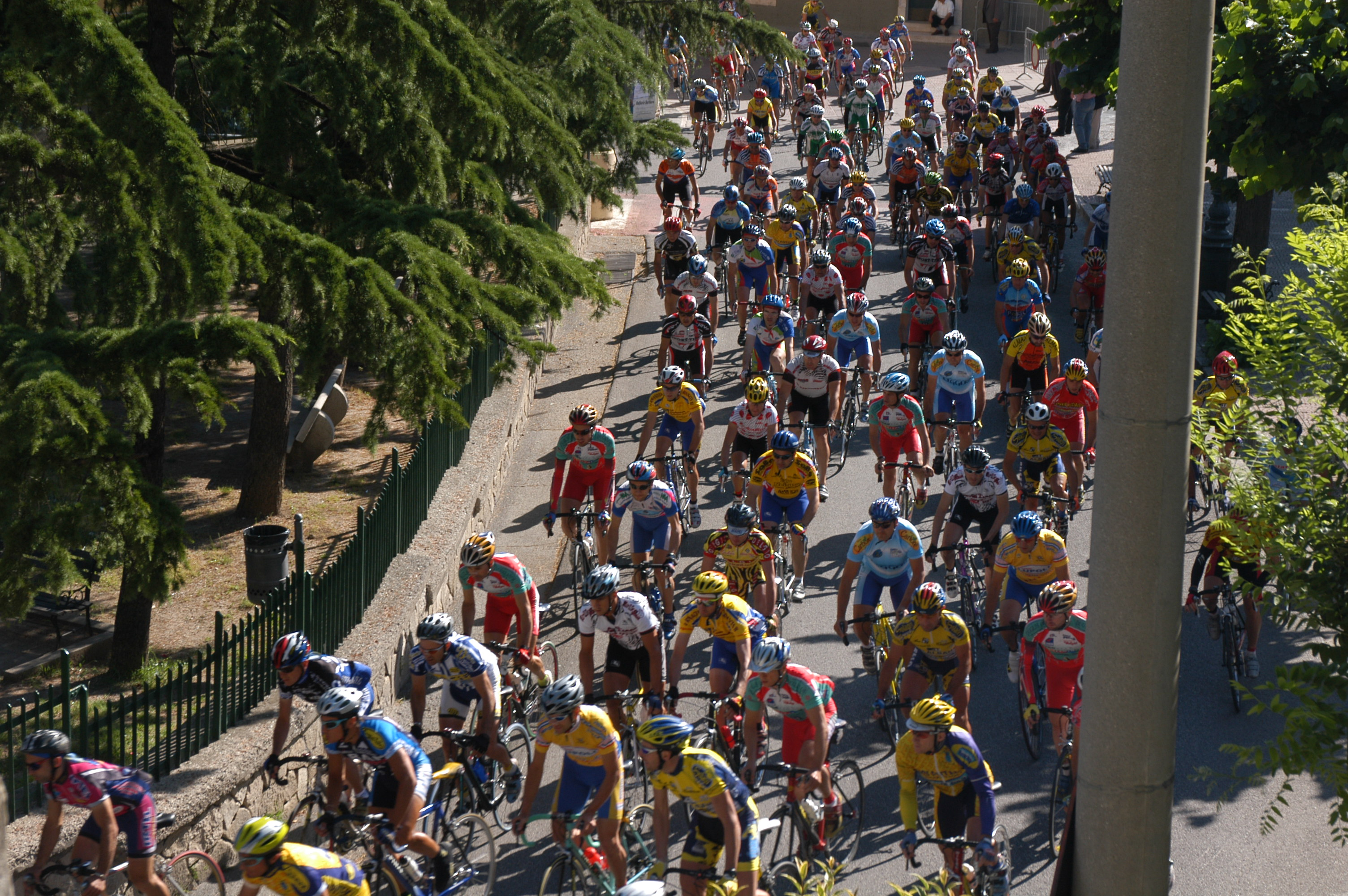
Gran Fondo del Vulture

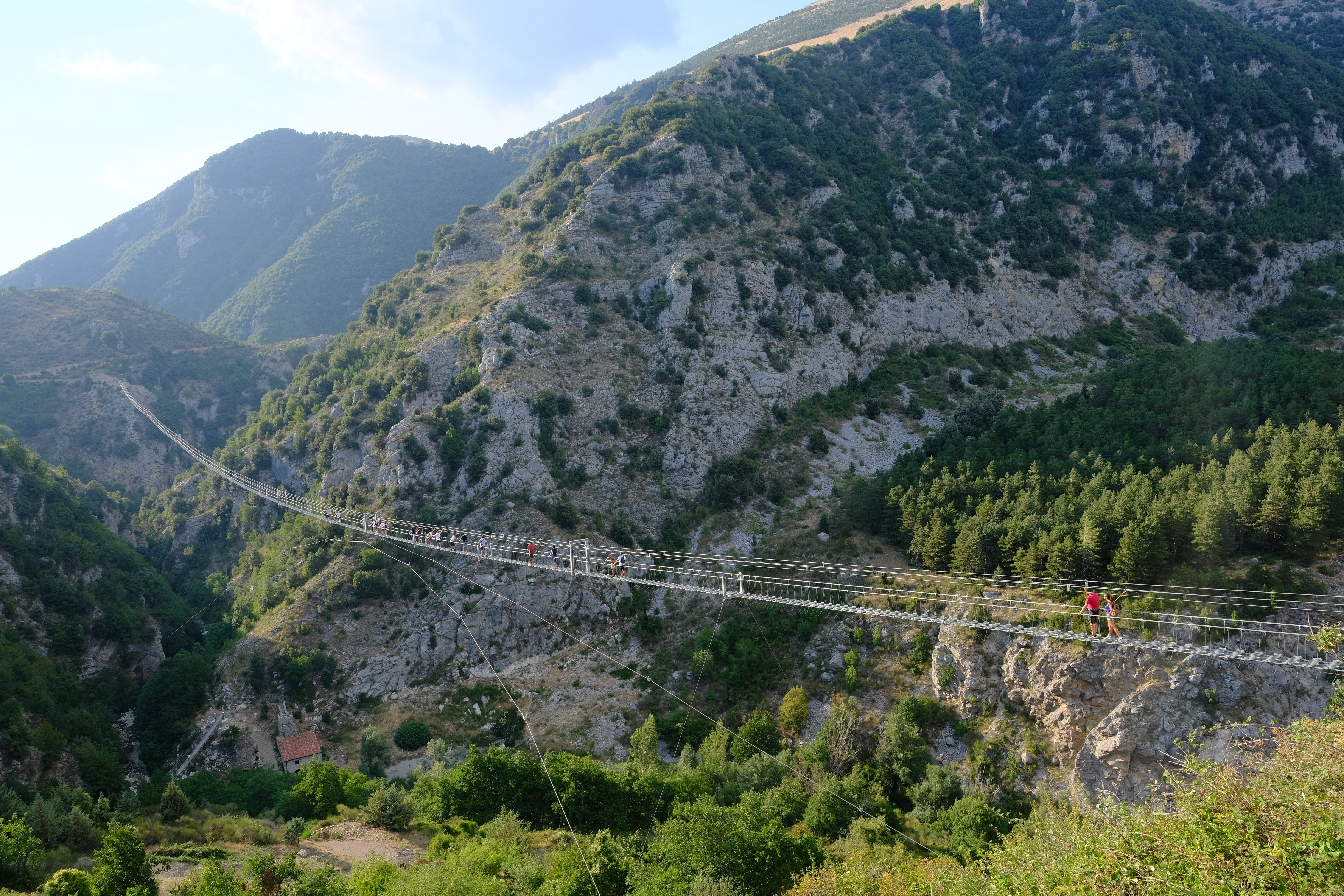
Ponte tra i due parchi

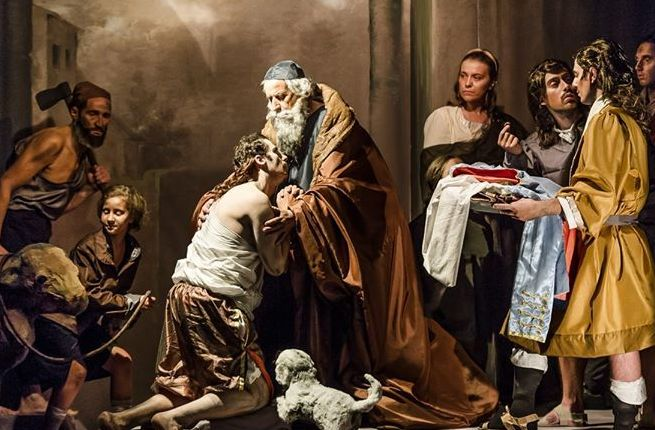
Quadri plastici

Tra gli eventi più rilevanti della regione vi sono:
- Agglutination Metal Festival – evento musicale a livello internazionale e uno dei più importanti in ambito heavy metal del centro-sud Italia, nonché uno dei più longevi a livello europeo;[212][213] si tiene sul Pollino, prevalentemente a Chiaromonte.
- Certamen Horatianum – evento culturale a livello internazionale rivolto a studenti di liceo classico che si tiene a Venosa.
- Coppa Gaetano Scirea – torneo internazionale di calcio giovanile che si svolge principalmente a Matera, assieme ad altri comuni lucani ed alcuni centri della Puglia.
- Gran Fondo del Vulture – competizione ciclistica amatoriale di livello nazionale e una delle più importanti del Meridione,[214] organizzata a Rionero.
- La luna e i calanchi – detta anche Festival della paesologia; manifestazione che si tiene ad Aliano in cui si coniugano arte e ambiente, ideata e curata da Franco Arminio.[215]
- La storia bandita – cinespettacolo che si svolge a Brindisi Montagna, considerato il più grande spettacolo multimediale di teatro popolare in Italia,[216][217] ispirato agli avvenimenti che interessarono il brigantaggio postunitario lucano e il suo maggior esponente Carmine Crocco.
- Lucania Film Festival – rassegna internazionale di cinema indipendente, organizzata a Pisticci.
- Ponte tra i due parchi – con sede a Castelsaraceno, è uno dei ponti tibetani più lunghi al mondo[218] che collega il parco del Pollino e il parco dell'Appennino lucano.
- Premio Carlo Levi – evento letterario internazionale organizzato ad Aliano.
- Premio letterario Basilicata – manifestazione culturale con sede a Potenza.
- Quadri plastici – spettacolo che si tiene ad Avigliano, in cui figure in carne ed ossa riproducono opere d'arte di natura religiosa.
- Volo dell'Angelo – evento turistico e sportivo organizzato tra Castelmezzano e Pietrapertosa in cui, agganciati a un robusto cavo d'acciaio e lanciati ad alta velocità, si può osservare il panorama delle Dolomiti lucane ad un'altezza di 400 metri.[219]
- WoodyGroove Festival – manifestazione musicale di Potenza dedicata al panorama underground.

## Sport
Il calcio è lo sport più praticato. I club più rilevanti sono il Potenza, che raggiunse il proprio apice negli anni sessanta disputando cinque campionati consecutivi in serie B, e l'AZ Picerno. Tra le altre società vi sono il Matera, che partecipò alla serie B per una stagione nel 1979, e il Melfi. Nel calcio a 5 il team del Comprensorio Medio Basento giocò nel massimo campionato di serie A. Importante squadra di pallacanestro è l'Olimpia Basket Matera mentre quelle pallavolistiche includono la Pallavolo Femminile Matera, che ottenne grande successo negli anni novanta, e la Rinascita Volley Lagonegro. Per quanto riguarda i giochi da tavolo è da menzionare l'Accademia scacchi Potenza, che partecipò alla serie A1 Master, la massima categoria della disciplina. Altri sport praticati sono ciclismo, pallanuoto, rugby, arti marziali, baseball, hockey su pista e tiro con l'arco, con diverse società sportive dilettantistiche attive sul territorio della regione.

## Simboli

Gonfalone della Regione

Lo stemma della regione è costituito da uno scudo sannitico di color argento riportante quattro fasce ondate azzurre che, secondo l'articolo 8 dello Statuto della regione, rappresentano i principali fiumi lucani.